# Liste der Kulturdenkmale der Lübecker Altstadt (M–Z)
- Karte mit allen Koordinaten:
- OSM |
- WikiMap

Die Liste der Kulturdenkmale in der Lübecker Altstadt umfasst Kulturdenkmale im Stadtteil Altstadt der Hansestadt Lübeck (Gemarkung Lübeck, Innere Stadt) (Stand: 7. November 2024). Aufgrund der großen Anzahl von Kulturdenkmalen ist die Liste aufgeteilt in die:
- Liste der Kulturdenkmale der Lübecker Altstadt (A–D)
- Liste der Kulturdenkmale der Lübecker Altstadt (E–G)
- Liste der Kulturdenkmale der Lübecker Altstadt (H–L)
- Liste der Kulturdenkmale der Lübecker Altstadt (M–Z)

Die Bodendenkmale sind in der Liste der Bodendenkmale in Lübeck aufgeführt.

## Legende und Hinweise
In den Spalten befinden sich folgende Informationen:
- Objekt-ID: die Nummer des Kulturdenkmales
- Lage: die Adresse des Kulturdenkmales und die geographischen Koordinaten. Kartenansicht, um Koordinaten zu setzen. In der Kartenansicht sind Kulturdenkmale ohne Koordinaten mit einem roten Marker dargestellt und können in der Karte gesetzt werden. Kulturdenkmale ohne Bild sind mit einem blauen Marker gekennzeichnet, Kulturdenkmale mit Bild mit einem grünen Marker.
- Offizielle Bezeichnung: Bezeichnung des Kulturdenkmales
- Beschreibung: die Beschreibung des Kulturdenkmales
- Bild: ein Bild des Kulturdenkmales

In der Liste sind folgende Arten von Kulturdenkmalen erfasst: Bauliche Anlagen, Sachgesamtheiten, Mehrheit von baulichen Anlagen, Gründenkmale sowie Teile von baulicher Anlage. Bauliche Anlagen sind nicht entsprechend gekennzeichnet. Sachgesamtheiten und Mehrheiten von baulichen Anlagen sind einzeln erfasst sein mit der Angaben aus welchen Teilen sie bestehen. Zusätzlich können Teil davon als Bauliche Anlage erfasst sein, diese sind ebenfalls als „Teil von“ gekennzeichnet.

## Marienkirchhof
Im Marien Quartier.
| Objekt-ID    | Lage                                            | Offizielle Bezeichnung          | Beschreibung | Bild                             |
| ------------ | ----------------------------------------------- | ------------------------------- | --- | -------------------------------- |
| 827 Wikidata | Marienkirchhof (53° 52′ 5″ N, 10° 41′ 6″ O)     | St.-Marien-Kirche (evangelisch) | Schutzumfang: Das gesamte Kirchengebäude mit seiner Ausstattung sowie auf den Kirchhofbereich. Bewegliche Gegenstände – auch Grabsteine – die nach 1870 entstanden sind bleiben außer Betracht, es sei denn, dass sie zusätzlich als denkmalgeschützt aufgeführt sind - St.-Marien-Kirche, 1260–80 auf Baugrund eines hölzernen Vorgängerbaus (1163 archivalisch erwähnt) und unter Verwendung von Bauteilen einer um 1200 errichteten Backsteinbasilika um 1250 zur Hallenkirche umgebaut - Schutzgrund: geschichtlich, wissenschaftlich, städtebaulich, Kulturlandschaft prägend | weitere Fotos \| Fotos hochladen |
| 828 Wikidata | Marienkirchhof 2–5 (53° 52′ 2″ N, 10° 41′ 3″ O) | Marienwerkhaus                  | Schutzumfang: Das gesamte Gebäude - Marienwerkhaus; dreigeschossiges, L-förmiges Backsteingebäude von 1903 in neugotischen Formen - Eckgebäude – Schüsselbuden 13 - Schutzgrund: geschichtlich, städtebaulich, wissenschaftlich, Kulturlandschaft prägend | weitere Fotos \| Fotos hochladen |

## Markt
Hinweis: Zum Lübecker Rathaus siehe Liste der Kulturdenkmale der Lübecker Altstadt (A–D)#Breite Straße
| Objekt-ID | Lage                                     | Offizielle Bezeichnung    | Beschreibung | Bild                             |
| --------- | ---------------------------------------- | ------------------------- | --- | -------------------------------- |
| 942       | Markt 14–17 (53° 52′ 1″ N, 10° 41′ 5″ O) | Gebäudekomplex Rathaushof | Schutzumfang: Der gesamte, aus drei Flügeln bestehende Gebäudekomplex (Äußeres und Inneres) - Dreiflügeliger, nach Süden drei-, sonst zweigeschossiger Gebäudekomplex unter Satteldächern (Laden- und Bürobau, Baujahr 1955–57) - Schutzgrund: geschichtlich, wissenschaftlich, städtebaulich, Kulturlandschaft prägend | weitere Fotos \| Fotos hochladen |

## Marlesgrube
Im Marien Quartier.
| Objekt-ID | Lage                                                      | Offizielle Bezeichnung | Beschreibung | Bild                             |
| --------- | --------------------------------------------------------- | ---------------------- | --- | -------------------------------- |
| 829       | Marlesgrube 42 (53° 51′ 51″ N, 10° 40′ 56″ O)             | Traufenhaus            | Schutzumfang: Das gesamte Gebäude - Dreigeschossiges Traufenhaus mit schlichter klassizistischer Putzfassade des frühen 19. Jahrhunderts - Schutzgrund: geschichtlich, wissenschaftlich, städtebaulich, Kulturlandschaft prägend | weitere Fotos \| Fotos hochladen |
| 1315      | Marlesgrube 44 (53° 51′ 51″ N, 10° 40′ 56″ O)             | Wohnhaus               | Schutzumfang: Das gesamte Gebäude, bestehend aus Vorderhaus, Seitenflügel und Querhaus - Im Kern aus dem 15./16. Jahrhundert stammendes Vorderhauses mit gemeinsamen mittelalterlichen Brandmauern zu den Nachbargebäuden; um vor 1850 zu dreieinhalbgeschossigem Wohnhaus umgebaut - Schutzgrund: geschichtlich, wissenschaftlich, städtebaulich, Kulturlandschaft prägend                      | weitere Fotos \| Fotos hochladen |
| 830       | Marlesgrube 48 (53° 51′ 50″ N, 10° 40′ 55″ O)             | Bürgerhaus             | Schutzumfang: Das Äußere des Gebäudes insbesondere die Fassade zur Marlesgrube - Bürgerhaus mit Renaissance-Treppengiebel des 16. Jahrhunderts - Schutzgrund: geschichtlich, wissenschaftlich, städtebaulich, Kulturlandschaft prägend | weitere Fotos \| Fotos hochladen |
| 831       | Marlesgrube 50 (53° 51′ 50″ N, 10° 40′ 54″ O)             | Bürgerhaus             | Schutzumfang: Das Äußere des Gebäudes insbesondere die Giebelfront an der Marlesgrube - Bürgerhaus mit Treppengiebel des 16. Jahrhunderts - Schutzgrund: geschichtlich, wissenschaftlich, städtebaulich, Kulturlandschaft prägend | weitere Fotos \| Fotos hochladen |
| 832       | Marlesgrube 53 (53° 51′ 49″ N, 10° 40′ 56″ O)             | Bürgerhaus             | Schutzumfang: Das Äußere des Gebäudes insbesondere die Fassade zur Marlesgrube - Kleines Bürgerhaus mit gestuftem Backsteingiebel aus der Zeit um 1500 - Schutzgrund: geschichtlich, wissenschaftlich, städtebaulich, Kulturlandschaft prägend | weitere Fotos \| Fotos hochladen |
| 833       | Marlesgrube 56/Durchgang 1 (53° 51′ 51″ N, 10° 40′ 53″ O) | Kleines Ganghaus       | Schutzumfang: Das Äußere des Gebäudes - Kleines Ganghaus im sogenannten Durchgang zwischen Marlesgrube 56 und Depenau 45; Haus 1 erbaut 1352(d), von 1931 bis 1933 lebte Herbert Frahm (Willy Brandt) in dem Haus. Tochter des Hauses war Gertrud Meyer, die zusammen mit ihm ins norwegische Exil ging. - Schutzgrund: geschichtlich, wissenschaftlich, städtebaulich, Kulturlandschaft prägend | BW                               |
| 834       | Marlesgrube 56/Durchgang 2 (53° 51′ 50″ N, 10° 40′ 53″ O) | Kleines Ganghaus       | Schutzumfang: Das Äußere des Gebäudes - Kleines Ganghaus im sogenannten Durchgang zwischen Marlesgrube 56 und Depenau 45 - Schutzgrund: geschichtlich, wissenschaftlich, städtebaulich, Kulturlandschaft prägend | BW                               |
| 835       | Marlesgrube 56/Durchgang 3 (53° 51′ 51″ N, 10° 40′ 53″ O) | Kleines Ganghaus       | Schutzumfang: Das Äußere des Gebäudes - Kleines Ganghaus im Durchgang zwischen Marlesgrube 56 und Depenau 45 - Schutzgrund: geschichtlich, wissenschaftlich, städtebaulich, Kulturlandschaft prägend | BW                               |
| 836       | Marlesgrube 56/Durchgang 4 (53° 51′ 51″ N, 10° 40′ 53″ O) | Kleines Ganghaus       | Schutzumfang: Das Äußere des Gebäudes - Kleines Ganghaus, vermutlich noch aus dem 17. Jahrhundert mit alterer Portallaibung; im Durchgang zwischen Marlesgrube 56 und Depenau 45 - Schutzgrund: geschichtlich, wissenschaftlich, städtebaulich, Kulturlandschaft prägend | weitere Fotos \| Fotos hochladen |
| 837       | Marlesgrube 56/Durchgang 6 (53° 51′ 51″ N, 10° 40′ 53″ O) | Kleines Ganghaus       | Schutzumfang: Das Äußere des Gebäudes - Kleines Ganghaus im sogenannten Durchgang zwischen Marlesgrube 56 und Depenau 45 - Schutzgrund: geschichtlich, wissenschaftlich, technisch, Kulturlandschaft prägend | BW                               |
| 838       | Marlesgrube 56/Durchgang 7 (53° 51′ 51″ N, 10° 40′ 54″ O) | Kleines Ganghaus       | Schutzumfang: Das Äußere des Gebäudes - Kleines Ganghaus, vermutlich noch aus dem 17. Jahrhundert mit alterer Portallaibung; im Durchgang zwischen Marlesgrube 56 und Depenau 45 - Schutzgrund: geschichtlich, wissenschaftlich, städtebaulich, Kulturlandschaft prägend | BW                               |
| 839       | Marlesgrube 56/Durchgang 8 (53° 51′ 50″ N, 10° 40′ 54″ O) | Kleines Ganghaus       | Schutzumfang: Das Äußere des Gebäudes - Kleines Ganghaus, vermutlich noch aus dem 17. Jahrhundert mit alterer Portallaibung; im Durchgang zwischen Marlesgrube 56 und Depenau 45 - Schutzgrund: geschichtlich, wissenschaftlich, städtebaulich, Kulturlandschaft prägend | BW                               |
| 2627      | Marlesgrube 67 (53° 51′ 49″ N, 10° 40′ 53″ O)             | Giebelhaus             | Schutzumfang: Gesamte Grundstücksbebauung aus Vorderhaus, Seitenflügel und Quergebäude/Schmiede sowie Hofüberdachung und umgebende Glintmauern - dreigeschossiges Giebelhaus mit Seitenflügel und Quergebäude - Schutzgrund: geschichtlich, wissenschaftlich | BW                               |
| 840       | Marlesgrube 69, 71 (53° 51′ 49″ N, 10° 40′ 53″ O)         | Mietswohnhaus          | Schutzumfang: Das gesamte Gebäude - Viergeschossiges Mietswohnhaus mit Pariser Dach; erbaut 1898–99; verputzte, reich verzierte Vorderfassade mit risalitartig vorspringender Vorderachse - Schutzgrund: geschichtlich, wissenschaftlich, städtebaulich, Kulturlandschaft prägend | BW                               |

## Mengstraße
Südliche Seite im Marien Quartier.
| Objekt-ID    | Lage                                           | Offizielle Bezeichnung                     | Beschreibung | Bild                             |
| ------------ | ---------------------------------------------- | ------------------------------------------ | --- | -------------------------------- |
| 841 Wikidata | Mengstraße 4 (53° 52′ 6″ N, 10° 41′ 9″ O)      | Bürgerhaus                                 | Schutzumfang: Fassade des Gebäudes an der Mengstraße, sowie die Brandmauer zur Mengstraße Nr. 6 und der Gewölbekeller - Bürgerhaus von 1758 mit reich gestalteter barocker Fassade und bildnerischem Schmuck von dem Bildhauer Diedrich Jürgen Boy; Buddenbrookhaus - Schutzgrund: geschichtlich, wissenschaftlich, städtebaulich, Kulturlandschaft prägend, künstlerisch | weitere Fotos \| Fotos hochladen |
| 842 Wikidata | Mengstraße 6 (53° 52′ 6″ N, 10° 41′ 8″ O)      | Wohnhaus                                   | Schutzumfang: Fassade des Gebäudes zur Mengstraße und der unter dem Gebäude gelegene Gewölbekeller aus dem 13. bzw. 18. Jahrhundert - Breite Fassade mit gotischem Treppengiebel aus drei Staffeln, frühes 14. Jahrhundert; reiche Blendenprofilierung; ursprünglich Fassade des Hauses Fischstraße 19; nach dessen Zerstörung 1942 im Jahre 1955 hier wieder aufgebaut - Schutzgrund: geschichtlich, wissenschaftlich, städtebaulich, Kulturlandschaft prägend | weitere Fotos \| Fotos hochladen |
| 843 Wikidata | Mengstraße 8 (53° 52′ 6″ N, 10° 41′ 7″ O)      | Ehem. Pfarr- und Küsterhaus von St.-Marien | Schutzumfang: Das Äußere des Gebäudes, insbesondere die Fassade an der Mengstraße - Wehde; ehemaliges Pfarr- und Küsterhaus von St. Marien, die Wehde; dreiteilig, Mittelbau 18. Jahrhundert mit Mansarddach - Schutzgrund: geschichtlich, wissenschaftlich, städtebaulich, Kulturlandschaft prägend | weitere Fotos \| Fotos hochladen |
| 1353         | Mengstraße 16 (53° 52′ 6″ N, 10° 41′ 4″ O)     | Geschäfts- und Wohnhaus                    | Schutzumfang: Das gesamte Äußere und das gesamte erhaltene Kellergeschoss/Erdgeschoss (außen und innen) des Gebäudes - Ehemaliges Geschäfts- und Wohnhaus des Verlages Schmidt-Römhild; 1913 nach Plänen der Architekten Glogner und Vermehren errichtet - Eckgebäude – Fünfhausen 27–35 - Schutzgrund: geschichtlich, städtebaulich | weitere Fotos \| Fotos hochladen |
| 844          | Mengstraße 19 (53° 52′ 7″ N, 10° 40′ 56″ O)    | Haus                                       | Schutzumfang: Das gesamte Gebäude einschließlich Seitenflügel - Dreigeschossiges Haus mit fünfachsiger klassizistischer Putzfassade aus der Zeit um 1830; in der ersten Hälfte des 19. Jahrhunderts (1830–1850) klassizistisch überformtes mittelalterliches Haus mit Seitenflügel - Schutzgrund: geschichtlich, wissenschaftlich, städtebaulich, Kulturlandschaft prägend | weitere Fotos \| Fotos hochladen |
| 845          | Mengstraße 21 (53° 52′ 7″ N, 10° 40′ 55″ O)    | Bürgerhaus                                 | Schutzumfang: Das gesamte Gebäude - Bürgerhaus mit zweieinhalbgeschossiger spätklassizistischer Putzfassade aus der Zeit um 1850; 1830 klassizistisch überformtes mittelalterliches Haus - Schutzgrund: geschichtlich, wissenschaftlich, städtebaulich, Kulturlandschaft prägend | Fotos hochladen                  |
| 846          | Mengstraße 23 (53° 52′ 7″ N, 10° 40′ 55″ O)    | Bürgerhaus                                 | Schutzumfang: Das Äußere Gebäudes insbesondere die Fassade zur Mengstraße - Bürgerhaus mit Renaissance-Treppengiebel des 16. Jahrhunderts - Schutzgrund: geschichtlich, wissenschaftlich, städtebaulich, Kulturlandschaft prägend | weitere Fotos \| Fotos hochladen |
| 847 Wikidata | Mengstraße 25 (53° 52′ 7″ N, 10° 40′ 55″ O)    | Bürgerhaus                                 | Schutzumfang: Das Äußere des Gebäudes, insbesondere die Fassade zur Mengstraße mit der alten Haustür, ferner im Inneren die drei Stuckreliefs - Bürgerhaus mit Treppengiebel des 14. Jahrhunderts, der um 1500 durch Veränderung der ursprünglichen Luken und Blendgliederungen sowie der Staffeln umgestaltet wurde. Zum goldenen Hirschen Gotisches Dielenhaus, um 1500 umgestaltet, Rokoko-Tür mit Oberlicht von 1750 - Schutzgrund: geschichtlich, wissenschaftlich, städtebaulich, Kulturlandschaft prägend | weitere Fotos \| Fotos hochladen |
| 848          | Mengstraße 27 (53° 52′ 7″ N, 10° 40′ 54″ O)    | Bürgerhaus                                 | Schutzumfang: Das Äußere des Gebäudes, insbesondere die Fassade zur Mengstraße - Bürgerhaus mit Renaissance-Treppengiebel des späten 16. Jahrhunderts; Haus der Backstein-Renaissance, Statius-von-Düren-Terrakotten, Rokoko-Tür mit Oberlicht von um 1750 - Schutzgrund: geschichtlich, wissenschaftlich, städtebaulich, Kulturlandschaft prägend | weitere Fotos \| Fotos hochladen |
| 849          | Mengstraße 29 (53° 52′ 7″ N, 10° 40′ 54″ O)    | Bürgerhaus                                 | Schutzumfang: Das Äußere des Gebäudes, insbesondere die Fassade zur Mengstraße - Bürgerhaus mit gotischem Treppengiebel des 15. Jahrhunderts, der später in der Renaissancezeit umgestaltet wurde; backsteingotisches Dielenhaus aus der ersten Hälfte des 15. Jahrhunderts; Umbauten im 16. Jahrhundert und 1935 - Schutzgrund: geschichtlich, wissenschaftlich, städtebaulich, Kulturlandschaft prägend | Fotos hochladen                  |
| 850          | Mengstraße 31 (53° 52′ 7″ N, 10° 40′ 53″ O)    | Bürgerhaus                                 | Schutzumfang: Das gesamte Gebäude, bestehend aus Vorderhaus und Seitenflügel - Bürgerhaus von 1612 (Inschrift über Portal) mit Renaissance-Treppengiebel; Eckhaus an der Geraden Querstraße; Fassade von 1612, reiche Innenausstattung von Renaissance bis Biedermeier; im Seitenflügel großer Saal; über mehrere Generationen im 19./20. Jahrhundert Glaswerkstatt Berkentien - Schutzgrund: geschichtlich, wissenschaftlich, städtebaulich, Kulturlandschaft prägend | weitere Fotos \| Fotos hochladen |
| 851          | Mengstraße 33 (53° 52′ 7″ N, 10° 40′ 52″ O)    | Eckhaus                                    | Schutzumfang: Das gesamte Gebäude einschließlich der schutzwürdigen Teile im Inneren - Eckhaus an der Geraden Querstraße mit 3 und 4 Geschossen sowie Mansarddach; ehemaliger Speicher (für Nr. 35); Umbau von 1761. Heute Jugendherberge - Schutzgrund: geschichtlich, wissenschaftlich, städtebaulich, Kulturlandschaft prägend | weitere Fotos \| Fotos hochladen |
| 852          | Mengstraße 35 (53° 52′ 7″ N, 10° 40′ 52″ O)    | Gebäude                                    | Schutzumfang: Fassade des Gebäudes sowie die bezeichneten Teile des Inneren - Dreigeschossige spätklassizistische Putzfassade von 1870, drei Achsen breit, mit reichem Stuckzierrat; spätklassizistische Fassade von 1870/90, heute kommunales Kino - Schutzgrund: geschichtlich, wissenschaftlich, städtebaulich, Kulturlandschaft prägend | weitere Fotos \| Fotos hochladen |
| 853          | Mengstraße 36 (53° 52′ 7″ N, 10° 40′ 58″ O)    | Renaissance-Portal                         | Schutzumfang: Die Reste des in den Neubau wieder einbezogenen alten Renaissance-Portals - Reste des Renaissance-Portals vom ehemaligen Schabbelhaus aus dem späten 16. Jahrhundert - Teile von baulichen Anlagen - Schutzgrund: geschichtlich, wissenschaftlich, städtebaulich, Kulturlandschaft prägend | weitere Fotos \| Fotos hochladen |
| 854 Wikidata | Mengstraße 38 (53° 52′ 7″ N, 10° 40′ 58″ O)    | Bürgerhaus                                 | Schutzumfang: Das Äußere des Gebäudes, insbesondere der gotische Hofgiebel - Von dem gotischen Bürgerhaus an der Ecke Blocksquerstraße noch erhalten der dreieckige Hintergiebel aus der Zeit um 1500; 1876 klassizistisch überformtes mittelalterliches Haus mit erhaltenem gotischem Rückgiebel; im 19./20. Jahrhundert Sitz der Weinhandlung Lorenz Harms & Söhne - Schutzgrund: geschichtlich, wissenschaftlich, städtebaulich, Kulturlandschaft prägend | weitere Fotos \| Fotos hochladen |
| 855          | Mengstraße 40 (53° 52′ 7″ N, 10° 40′ 57″ O)    | Bürgerhaus                                 | Schutzumfang: Das gesamte Gebäude, bestehend aus Vorderhaus inklusive Eckhaus und Seitenflügel - Zwei heute zu einem Haus zusammengefasste Bürgerhäuser; schmales Eckhaus an der Blocksquerstraße mit kleinem Renaissance-Treppengiebel des 17. Jahrhunderts und vier Strebebögen zu der Längsfront über die Blocksquerstraße zu Mengstraße 38 - Zwei zwischen 1276 und 1278(d) zusammengehörig erbaute, im Kern gotische Häuser an der Ecke zur Blocksquerstraße; um 1770/1780 umgestaltet im Stil eines Rokoko-Palais. Frühe Dekore des Zopfstils; Rokoko-Tür mit Oberlicht; über dem Portal eine Weintraube, Hinweis auf eine Weingroßhandlung seit der Zeit des Umbaus im späten 18. Jahrhundert. Die Verbindung von breitem gewerblich genutztem Kaufmannshaus und einem schmalen Wohnhaus geht auf die im zweiten Drittel des 13. Jahrhunderts typische Bürgerhausarchitektur zurück, von der es in Lübeck neben Mengstraße 40 kaum weitere Beispiele gibt. Daus Haupthaus, zunächst ohne Flügelanbau, erhielt nach der Etablierung des Lübschen Dielenhauses einen gotischen Seitenflügel, der im 18. Jahrhundert um zwei Fensterachsen verlängert wurde. Dachwerk aus der Erbauungszeit; eines der letzten Vorkommen von originalem Spaltdielenboden aus der Zeit der Gotik. Die Reihenhauszeile in der Blocksquerstraße aus der Zeit der Renaissance einst dem Grundstück zugehörig, später abgeteilt und einzeln veräußert. - Schutzgrund: geschichtlich, wissenschaftlich, städtebaulich, Kulturlandschaft prägend | weitere Fotos \| Fotos hochladen |
| 856          | Mengstraße 41–43 (53° 52′ 8″ N, 10° 40′ 50″ O) | Traufenhaus                                | Schutzumfang: Das Äußere des Gebäudes insbesondere die Fassade zur Mengstraße - Traufenhaus aus der zweiten Hälfte des 16. Jahrhunderts mit zwei Zwerchgiebeln des 18. Jahrhunderts; Dielenhaus der Backsteinrenaissance von um 1590 mit Speicher; seit 1975 Jugendzentrum - Schutzgrund: geschichtlich, wissenschaftlich, städtebaulich, Kulturlandschaft prägend | Fotos hochladen                  |
| 857          | Mengstraße 42 (53° 52′ 7″ N, 10° 40′ 56″ O)    | Bürgerhaus                                 | Schutzumfang: Das gesamte Gebäude - Bürgerhaus mit dreigeschossiger spätklassizistischer Putzfassade der zweiten Hälfte des 19. Jahrhunderts; klassizistisch überformtes (um 1850) mittelalterliches Haus; Deckenmalerei des 15. Jahrhunderts - Schutzgrund: geschichtlich, wissenschaftlich, städtebaulich, Kulturlandschaft prägend | weitere Fotos \| Fotos hochladen |
| 858          | Mengstraße 44 (53° 52′ 8″ N, 10° 40′ 56″ O)    | Kaufmannshaus                              | Schutzumfang: Das gesamte Gebäude - Kaufmannshaus mit Speicher; Treppengiebel des 16. Jahrhunderts; Diele, zum Teil verbaut, mit Treppenanlage des 18. Jahrhunderts; Dielenhaus der Renaissance von 1565; reiche Ausstattung aus dem 18. Jahrhundert - Schutzgrund: geschichtlich, wissenschaftlich, städtebaulich, Kulturlandschaft prägend | weitere Fotos \| Fotos hochladen |
| 859          | Mengstraße 45 (53° 52′ 8″ N, 10° 40′ 49″ O)    | Eckhaus                                    | Schutzumfang: Das Äußere des Gebäudes und erhaltenswerte ältere Teile im Inneren - Eckhaus An der Untertrave 95, dreigeschossig, im oberen Teil der Rest der einstigen gotischen Backsteingiebelfront des 15. Jahrhunderts; 1876 klassizistisch überformtes mittelalterliches Haus mit verändert erhaltenem gotischem Giebel - Schutzgrund: geschichtlich, wissenschaftlich, städtebaulich, Kulturlandschaft prägend | weitere Fotos \| Fotos hochladen |
| 860          | Mengstraße 46 (53° 52′ 8″ N, 10° 40′ 55″ O)    | Wohnhaus                                   | Schutzumfang: Das gesamte Gebäude, bestehend aus Vorderhaus und Seitenflügel, sowie das gesamte freistehende Quergebäude am hinteren Grundstücksende - Im Kern mittelalterliches, dreigeschossiges Wohnhaus mit hohem Satteldach und schlichter klassizistischer Putzfassade - Schutzgrund: geschichtlich, wissenschaftlich, städtebaulich, Kulturlandschaft prägend | BW                               |
| 861          | Mengstraße 48 (53° 52′ 8″ N, 10° 40′ 55″ O)    | Bürgerhaus                                 | Schutzumfang: Das gesamte Gebäude einschließlich der historischen Innenräume mit Ausstattung - Bürgerhaus aus der zweiten Hälfte des 16. Jahrhunderts; im 18. Jahrhundert in der Giebelformung an der Mengstraße durch Abschweifung und dreieckigen Giebelkopf sowie Fensteranordnung verändert; Schabbelhaus (gemeinsam mit Nr. 50) - Schutzgrund: geschichtlich, wissenschaftlich, städtebaulich, Kulturlandschaft prägend | weitere Fotos \| Fotos hochladen |
| 862          | Mengstraße 50 (53° 52′ 8″ N, 10° 40′ 54″ O)    | Bürgerhaus                                 | Schutzumfang: Das gesamte Gebäude einschließlich der historischen Innenräume mit Ausstattung - Bürgerhaus mit Renaissance-Treppengiebel aus der Zeit um 1600; Renaissance-Backsteinportal mit seitlichen Taustabstützenpaaren - Schutzgrund: geschichtlich, wissenschaftlich, städtebaulich, Kulturlandschaft prägend | BW                               |
| 863          | Mengstraße 52 (53° 52′ 8″ N, 10° 40′ 54″ O)    | Bürgerhaus                                 | Schutzumfang: Die historische Substanz des Gebäudes, insbesondere die Fassade zur Mengstraße - Bürgerhaus mit Renaissance-Treppengiebel des frühen 17. Jahrhunderts; Haus der Backstein-Renaissance, Haustür und Verputzung der Fassade von um 1800 - Schutzgrund: geschichtlich, wissenschaftlich, städtebaulich, Kulturlandschaft prägend | Fotos hochladen                  |
| 864          | Mengstraße 54 (53° 52′ 8″ N, 10° 40′ 54″ O)    | Eckhaus                                    | Schutzumfang: Das Äußere des Gebäudes insbesondere die Fassade zur Mengstraße - Eckhaus mit Renaissance-Treppengiebel des 16. Jahrhunderts; Eckhaus mit auf 1471 datierbarem Dachwerk und Treppengiebel der Renaissance, unterer Teil der Fassade klassizistisch verändert - Schutzgrund: geschichtlich, wissenschaftlich, städtebaulich, Kulturlandschaft prägend | Fotos hochladen                  |
| 865          | Mengstraße 56 (53° 52′ 8″ N, 10° 40′ 53″ O)    | Bürgerhaus                                 | Schutzumfang: Das Äußere des Gebäudes - Bürgerhaus des 18. Jahrhunderts mit kleinem Barockgiebel; 1829 erneuertes Haus mit barockem Schweifgiebel, Schwibbögen über die Siebente Querstraße - Schutzgrund: geschichtlich, wissenschaftlich, städtebaulich, Kulturlandschaft prägend | weitere Fotos \| Fotos hochladen |
| 866          | Mengstraße 58 (53° 52′ 8″ N, 10° 40′ 53″ O)    | Bürgerhaus                                 | Schutzumfang: Das Äußere des Gebäudes sowie der Keller, Dachstuhl und konstruktive Teile im Inneren - Im Kern mittelalterliches zweigeschossiges Vorderhaus mit Renaissance-Balkenkeller und mittelalterlichen Brandwänden - Schutzgrund: geschichtlich, wissenschaftlich, städtebaulich, Kulturlandschaft prägend | BW                               |
| 867          | Mengstraße 60 (53° 52′ 8″ N, 10° 40′ 52″ O)    | Bürgerhaus                                 | Schutzumfang: Das gesamte Gebäude - Bürgerhaus mit dreieinhalbgeschossiger, spätklassizistischer Putzfassade aus der Zeit um 1870; Fassade von 1891 vor gotischem Haus, im Saal des Seitenflügels Wandbild von um 1500 - Schutzgrund: geschichtlich, wissenschaftlich, städtebaulich, Kulturlandschaft prägend | weitere Fotos \| Fotos hochladen |
| 868          | Mengstraße 62 (53° 52′ 8″ N, 10° 40′ 52″ O)    | Bürgerhaus                                 | Schutzumfang: Das gesamte Gebäude - Bürgerhaus mit dreigeschossiger, spätklassizistischer Putzfassade aus der Zeit um 1870; 1866 klassizistisch überformtes Haus, wohl aus dem 16. Jahrhundert (Rückgiebel) mit Seitenflügel des 18. Jahrhunderts - Schutzgrund: geschichtlich, wissenschaftlich, städtebaulich, Kulturlandschaft prägend | weitere Fotos \| Fotos hochladen |
| 869          | Mengstraße 64 (53° 52′ 8″ N, 10° 40′ 51″ O)    | Speichergebäude                            | Schutzumfang: Das gesamte Gebäude, bestehend aus Vorderhaus und Seitenflügel - Großes Speichergebäude des 17. Jahrhunderts mit Renaissance-Treppengiebel; ehemaliger Speicher mit Treppengiebel der Renaissance von 1544; Diele von um 1700 mit reichem Schnitzwerk, heute Ladenlokal der Weinhandlung Carl Tesdorpf - Schutzgrund: geschichtlich, wissenschaftlich, städtebaulich, Kulturlandschaft prägend | weitere Fotos \| Fotos hochladen |
| 870          | Mengstraße 66–70 (53° 52′ 8″ N, 10° 40′ 50″ O) | Hausteinportal                             | Schutzumfang: Die Fassaden zur An der Obertrave und Mengstraße und das Portal einschließlich Rokoko-Haustür - Hausteinportal des frühen 17. Jahrhunderts in besonders reicher, dekorativer Gestaltung mit figurengeschmücktem Aufsatz; 1907 integriert in den Bau der Weinhandlung Carl Tesdorpf - Teile von baulichen Anlagen - Schutzgrund: geschichtlich, künstlerisch, wissenschaftlich, städtebaulich, Kulturlandschaft prägend | weitere Fotos \| Fotos hochladen |

## Mühlenbrücke
| Objekt-ID | Lage                                             | Offizielle Bezeichnung             | Beschreibung | Bild                             |
| --------- | ------------------------------------------------ | ---------------------------------- | --- | -------------------------------- |
| 871       | Mühlenbrücke 1 (53° 51′ 42″ N, 10° 41′ 19″ O)    | Wohngebäude                        | Schutzumfang: Auf das gesamte Gebäude - viergeschossiges Wohngebäude in Ecksituation Mühlenbrücke/An der Mauer, erbaut 1898 als Wohn- und Geschäftshaus - Schutzgrund: geschichtlich, wissenschaftlich, städtebaulich, Kulturlandschaft prägend                                                                                       | weitere Fotos \| Fotos hochladen |
| 872       | Mühlenbrücke 3 (53° 51′ 41″ N, 10° 41′ 20″ O)    | Wohnhaus                           | Schutzumfang: Auf das gesamte Gebäude 1898 zusammen mit den Nachbarhäusern - neu errichtetes dreigeschossiges, drei achsiges Wohnhaus mit Putzfassade - Schutzgrund: geschichtlich, wissenschaftlich, städtebaulich, Kulturlandschaft prägend                                                                                         | BW                               |
| 1711      | Mühlenbrücke 3 b (53° 51′ 41″ N, 10° 41′ 21″ O)  | Aktualisierung vorgesehen          | Aktualisierung vorgesehen | BW                               |
| 1712      | Mühlenbrücke 5 a (53° 51′ 40″ N, 10° 41′ 22″ O)  | Aktualisierung vorgesehen          | Aktualisierung vorgesehen | BW                               |
| 873       | Mühlenbrücke 5 b (53° 51′ 40″ N, 10° 41′ 23″ O)  | Stadtvilla                         | Schutzumfang: Auf das gesamte Gebäude mit der erhaltenen Bauaustattung der Bauzeit und der umgebenden Grundstücksfläche - 1890 von Architekt C. Heidenriech erbaute Stadtvilla im historistischen Stil - Schutzgrund: geschichtlich, künstlerisch, städtebaulich, Kulturlandschaft prägend                                            | Fotos hochladen                  |
| 874       | Mühlenbrücke 7 (53° 51′ 39″ N, 10° 41′ 24″ O)    | Stadtvilla                         | Schutzumfang: Auf das Äußere des Gebäudes mit Dachwerk und den umgebenden Grundstücksflächen, sowie die erhaltenen blei- bzw. buntverglasten Fenster und Teile der Bauausstattung von 1898 - Stadtvilla, erbaut 1898 von Architekt C. Heidenreich - Schutzgrund: geschichtlich, künstlerisch, städtebaulich, Kulturlandschaft prägend | Fotos hochladen                  |
| 1367      | Mühlenbrücke 9–11 (53° 51′ 37″ N, 10° 41′ 25″ O) | Backsteinbau (Stadthalle (Lübeck)) | Schutzumfang: Auf das gesamte Vorderhaus ohne rückwärtige Saal-anbauten der 1950er Jahre - Monumentaler, viergeschossiger Backsteinbau in der reichen Formgebung des gotisierenden Historismus - Schutzgrund: geschichtlich, wissenschaftlich, städtebaulich, Kulturlandschaft prägend                                                | weitere Fotos \| Fotos hochladen |

## Mühlendamm
Im Marien Quartier.
| Objekt-ID | Lage                                        | Offizielle Bezeichnung | Beschreibung | Bild                             |
| --------- | ------------------------------------------- | ---------------------- | --- | -------------------------------- |
| 875       | Mühlendamm 7 (53° 51′ 39″ N, 10° 41′ 4″ O)  | Gärtnerwohnhaus        | Schutzumfang: Auf das gesamte Gebäude - Freistehendes, eineinhalbgeschossiges ehem. Gärtnerwohnhaus unter Satteldach von 1861 - Schutzgrund: geschichtlich, wissenschaftlich, technisch, Kulturlandschaft prägend | BW                               |
| 876       | Mühlendamm 14 (53° 51′ 37″ N, 10° 41′ 4″ O) | Backsteingebäude       | Schutzumfang: Auf das gesamte Gebäude - zweigeschossiges Backsteingebäude mit steilem Satteldach, errichtet 1927, nach Plänen des 1926 verstorbenen Baudirektors Virck - Schutzgrund: geschichtlich, wissenschaftlich, städtebaulich, Kulturlandschaft prägend | weitere Fotos \| Fotos hochladen |
| 877       | Mühlendamm 20 (53° 51′ 35″ N, 10° 41′ 7″ O) | Haus                   | Schutzumfang: Auf das Äußere des Gebäudes - zweigeschossiges Haus mit klassizistischer Putzfassade, 1825 erbaut unter Verwendung zweier älterer Gebäude; Ursprünglich zwei nebeneinander befindliche Häuser für städtische Bedienstete, die 1825 mit einer klassizistischen Putzfassade zusammengefasst wurden. Hinter der Fassade wurde anstelle der zwei alten Häuser 1895 ein neues Gebäude errichtet - Schutzgrund: geschichtlich, wissenschaftlich, städtebaulich, Kulturlandschaft prägend | Fotos hochladen                  |
| 878       | Mühlendamm 22 (53° 51′ 34″ N, 10° 41′ 7″ O) | Weizenmühle            | Schutzumfang: Auf das Äußere des ehem. Mühlengebäudes und des nördlich angebauten ehem. Turbinenhauses inkl. der Wehranlage (Wehr, Wehrkanal, Eisengeländer) - Freistehendes, zweigeschossiges, backsteinsichtiges, ehem. Mühlengebäude (Weizenmühlen) - Schutzgrund: geschichtlich, wissenschaftlich, städtebaulich, Kulturlandschaft prägend | weitere Fotos \| Fotos hochladen |
| 879       | Mühlendamm 24 (53° 51′ 32″ N, 10° 41′ 9″ O) | Mühlengebäude          | Schutzumfang: Auf das Äußere des Gebäudes, die Konstruktion, sowie die wassertechnischen Anbauten (Turbinenkammer, Wehranlage, Verladesteg) - Freistehendes, zur Straße ein-, zum Hof zweigeschossiges, backsteinsichtiges ehem. Mühlengebäude von 1848 - Schutzgrund: geschichtlich, wissenschaftlich, städtebaulich, Kulturlandschaft prägend | weitere Fotos \| Fotos hochladen |

## Mühlenstraße
| Objekt-ID    | Lage                                                              | Offizielle Bezeichnung      | Beschreibung | Bild                             |
| ------------ | ----------------------------------------------------------------- | --------------------------- | --- | -------------------------------- |
| 880          | Mühlenstraße 1–3 (53° 51′ 52″ N, 10° 41′ 9″ O)                    | Mietshaus                   | Schutzumfang: Auf die hochmittelalterliche Kelleranlage mit den unter dem Trottoir gelangten Kellerteilen inkl. der Balken sowie auf die Fassade zur Mühlenstraße und die Pfettendachkonstruktion mit Binnenstruktur - 1866/67 im Neorenaissancestil errichtetes Mietshaus über einer hochmittelalterlichen Balkenkelleranlage - Eckgebäude – Aegidienstraße 2 - Schutzgrund: geschichtlich, wissenschaftlich, städtebaulich, Kulturlandschaft prägend                          | Fotos hochladen                  |
| 881          | Mühlenstraße 7 (53° 51′ 51″ N, 10° 41′ 9″ O)                      | Bürgerhaus                  | Schutzumfang: Auf das Äußere des Vorderhauses, sowie auf den Balkenkeller, Brandmauern, Balkenlagen und den Dachstuhl - Bürgerhaus des 18. Jhd. in schlichter Ausführung und Spitzverdachung - Schutzgrund: geschichtlich, wissenschaftlich, städtebaulich, Kulturlandschaft prägend | Fotos hochladen                  |
| 882          | Mühlenstraße 8 (53° 51′ 51″ N, 10° 41′ 8″ O)                      | Bürgerhaus                  | Schutzumfang: Auf das Äußere des Gebäudes insbesondereauf die Fassade zur Mühlenstraße - dreigeschossiges Bürgerhaus mit spätbarocker Putzfassade und geschweiftem, dreieckbekrönten Volutengiebel aus der 2. Hälfte des 18. Jhd. - Schutzgrund: geschichtlich, wissenschaftlich, städtebaulich, Kulturlandschaft prägend | weitere Fotos \| Fotos hochladen |
| 883          | Mühlenstraße 9 (53° 51′ 51″ N, 10° 41′ 9″ O)                      | Bürgerhaus                  | Schutzumfang: Auf das gesamte Gebäude - Bürgerhaus des 18. Jhd. mit kleinem Barockgiebel; ehem. Schmiede (Hufeisen im Giebel) - Schutzgrund: geschichtlich, wissenschaftlich, städtebaulich, Kulturlandschaft prägend | weitere Fotos \| Fotos hochladen |
| 884          | Mühlenstraße 12 (53° 51′ 50″ N, 10° 41′ 8″ O)                     | dreigeschossiges Vorderhaus | Schutzumfang: Auf den gesamten Keller, sowie auf beide Brandwände (südliche und nördliche Wand zu den jeweiligen Nachbarhäusern) von Vorderhaus und Seitenflügel - Traufständiges, dreigeschossiges Vorderhaus mit zweigeschossigem Seitenflügel; im Kern mittelalterlich (Ersterwähnung 1551) - Schutzgrund: geschichtlich, wissenschaftlich, städtebaulich, Kulturlandschaft prägend                                                                                          | Fotos hochladen                  |
| 885          | Mühlenstraße 14 (53° 51′ 50″ N, 10° 41′ 9″ O)                     | Bürgerhaus                  | Schutzumfang: Auf das gesamte Gebäude - Bürgerhaus mit schlichter spätklassizistischer Putzfassade aus der Zeit um 1820/30 - Schutzgrund: geschichtlich, wissenschaftlich, städtebaulich, Kulturlandschaft prägend | weitere Fotos \| Fotos hochladen |
| 886          | Mühlenstraße 15 (53° 51′ 50″ N, 10° 41′ 10″ O)                    | Bürgerhaus                  | Schutzumfang: Auf das gesamte Gebäude - Bürgerhaus, erbaut um 1755 auf älterem Kern; dreigeschossiges, giebelständiges Wohn- und Geschäftshaus mit glatter Putzfassade - Schutzgrund: geschichtlich, wissenschaftlich, künstlerisch, Kulturlandschaft prägend | Fotos hochladen                  |
| 887          | Mühlenstraße 16 (53° 51′ 50″ N, 10° 41′ 9″ O)                     | Bürgerhaus                  | Schutzumfang: Auf das Äußere des Gebäudes, insbesondere die Fassade zur Mühlenstraße, sowie auf das konstruktive Gerüst von Vorderhaus, südlichem Seitenflügel und Querhaus, sowie aus erhaltenswerte Teile im Inneren - Bürgerhaus, bestehend aus Vorderhaus, nördlichem und südlichem Seitenflügel und Querhaus - Schutzgrund: geschichtlich, wissenschaftlich, städtebaulich, Kulturlandschaft prägend                                                                       | weitere Fotos \| Fotos hochladen |
| 888          | Mühlenstraße 17 (53° 51′ 50″ N, 10° 41′ 10″ O)                    | Wohn- und Geschäftshaus     | Schutzumfang: Auf das Äußere des Gebäudes, erhaltene gusseiserne Säulen im Ladenlokal des Erdgeschosses, Kelleranlage mit Balkendecke, Treppenhaus - Wohn- und Geschäftshaus mit Doppelfassade, erbaut Ende des 19. Jhd.; vier geschossig mit Doppelfassade; erbaut Ende des 19. Jhd. - Schutzgrund: geschichtlich, wissenschaftlich, städtebaulich, Kulturlandschaft prägend                                                                                                   | Fotos hochladen                  |
| 889          | Mühlenstraße 26 (53° 51′ 48″ N, 10° 41′ 10″ O)                    | Bürgerhaus                  | Schutzumfang: Auf das Äußere des Gebäudes - Bürgerhaus des 18. Jhd. - Schutzgrund: geschichtlich, wissenschaftlich, städtebaulich, Kulturlandschaft prägend | weitere Fotos \| Fotos hochladen |
| 890          | Mühlenstraße 28 (53° 51′ 48″ N, 10° 41′ 10″ O)                    | Dielenhaus                  | Schutzumfang: Das gesamte Gebäude bestehend aus Vorderhaus, Kemladen (Flügelanbau) sowie dem Querhaus - Dielenhaus bestehend aus Vorderhaus, Kemladen (Flügelanbau) und Querhaus aus dem 16. Jahrhundert mit maßgeblichen Umbauten des 18. Jahrhunderts. Im Laufe der Zeit immer weiter den Bedürfnissen der Bewohner angepasst. Vorhandener Gewölbekeller sowie historische Dachwerke mit hölzerner Schottrinne. - Schutzgrund: geschichtlich, wissenschaftlich, städtebaulich | weitere Fotos \| Fotos hochladen |
| 891          | Mühlenstraße 50 (53° 51′ 45″ N, 10° 41′ 12″ O)                    | Bürgerhaus                  | Schutzumfang: Auf das gesamte Gebäude - Bürgerhaus mit dreigeschossiger klassizistischer Putzfassade und Mansarddach; erbaut 1802 - Schutzgrund: geschichtlich, wissenschaftlich, städtebaulich, Kulturlandschaft prägend | BW                               |
| 892          | Mühlenstraße 51 (53° 51′ 46″ N, 10° 41′ 14″ O)                    | Bürgerhaus                  | Schutzumfang: Auf das Äußere des Gebäudes insbesondere auf die Renaissance-Treppengiebel zur Mühlenstraße - Bürgerhaus mit Renaissance-Treppengiebel des 16. Jhd. - Schutzgrund: geschichtlich, wissenschaftlich, städtebaulich, Kulturlandschaft prägend | Fotos hochladen                  |
| 893          | Mühlenstraße 55 (53° 51′ 46″ N, 10° 41′ 15″ O)                    | Kleines Bürgerhaus          | Schutzumfang: Auf das Äußere des Gebäudes insbesondere auf die Fassade zur Mühlenstraße, ferner auf die alte Haustür aus der Entstehungszeit - Kleines Bürgerhaus des späten 18. Jhd. mit geschweiftem, dreieckbekrönten Giebel - Schutzgrund: geschichtlich, wissenschaftlich, städtebaulich, Kulturlandschaft prägend | Fotos hochladen                  |
| 894          | Mühlenstraße 56 (53° 51′ 44″ N, 10° 41′ 14″ O)                    | Bürgerhaus                  | Schutzumfang: Auf das Äußere des Gebäudes insbesondere die Fassade zur Mühlenstraße - Bürgerhaus von 1798 mit breiter dreigeschossiger Putzfassade - Schutzgrund: geschichtlich, wissenschaftlich, städtebaulich, Kulturlandschaft prägend | BW                               |
| 1368         | Mühlenstraße 57 (53° 51′ 46″ N, 10° 41′ 15″ O)                    | Dielenhaus                  | Schutzumfang: Auf das gesamte Gebäude sowie die Glintmauern um den Innenhof - Dielenhaus, wohl um 1550 zwischen älteren Brandmauern aus der Zeit um 1300 erbaut - Schutzgrund: geschichtlich, wissenschaftlich, städtebaulich, Kulturlandschaft prägend | BW                               |
| 895          | Mühlenstraße 58 (53° 51′ 44″ N, 10° 41′ 14″ O)                    | Wohnhaus                    | Schutzumfang: Auf das Äußere des Gebäudes, sowie auf die Brandwände, die Dachstühle, die Balkenlagen des Kellers, des EG´s und OG´s im Vorderhaus sowie auf das konstruktive Gerüst des Seitenflügels - Im Kern mittelalterliches, zweigeschossiges Wohnhaus, bestehend aus Vorderhaus und Seitenflügel; giebelständig zur Mühlenstraße, mit hohem Satteldach - Schutzgrund: geschichtlich, wissenschaftlich, städtebaulich, Kulturlandschaft prägend                           | BW                               |
| 896          | Mühlenstraße 60 (53° 51′ 44″ N, 10° 41′ 15″ O)                    | Bürgerhaus                  | Schutzumfang: Auf das gesamte Vorderhaus sowie auf die Brandwand des Seitenflügels zu Haus Nr. 62 - Im Kern mittelalterliches, zweigeschossiges Wohnhaus, bestehend aus Vorderhaus und Seitenflügel; giebelständig zur Mühlenstraße, mit hohem Satteldach - Schutzgrund: geschichtlich, wissenschaftlich, städtebaulich, Kulturlandschaft prägend | weitere Fotos \| Fotos hochladen |
| 897          | Mühlenstraße 64 (53° 51′ 43″ N, 10° 41′ 15″ O)                    | Giebelhaus                  | Schutzumfang: Auf das gesamte Gebäude, bestehend aus Vorderhaus und Seitenflügel - zweigeschossiges, im Kern gotisches Giebelhaus, unterkellert, mit rückwärtigem Seitenflügel der Renaissance - Schutzgrund: geschichtlich, wissenschaftlich, städtebaulich, Kulturlandschaft prägend | BW                               |
| 898          | Mühlenstraße 65 (53° 51′ 45″ N, 10° 41′ 16″ O)                    | Eckhaus                     | Schutzumfang: Auf das Äußere des Gebäudes einschl. Haustür - Klassizistisches Eckhaus an der St.-Annen-Straße 25 mit schlichter Fassade - Schutzgrund: geschichtlich, wissenschaftlich, städtebaulich, Kulturlandschaft prägend | weitere Fotos \| Fotos hochladen |
| 899          | Mühlenstraße 66 (53° 51′ 43″ N, 10° 41′ 15″ O)                    | Giebelhaus                  | Schutzumfang: Auf das gesamte Gebäude, bestehend aus Vorderhaus und Seitenflügel - zweigeschossiges, im Kern gotisches Giebelhaus mit rückwärtigem Flügelanbau der Renaissance - Schutzgrund: geschichtlich, wissenschaftlich, städtebaulich, Kulturlandschaft prägend | BW                               |
| 900          | Mühlenstraße 71 (53° 51′ 44″ N, 10° 41′ 17″ O)                    | Bürgerhaus                  | Schutzumfang: Auf den gesamten Seitenflügel mit Ausnahme neuzeitlicher Verkleidung des 20. Jhd. - Bürgerhaus von 1600 mit Renaissance-Treppengiebel; an der Fassade 2 Sandsteinwappen sowie Jahreszahl 1600 mit den Buchstaben RB; unterer Teil der Fassade neuzeitlich verändert - Schutzgrund: geschichtlich, wissenschaftlich, städtebaulich, Kulturlandschaft prägend | weitere Fotos \| Fotos hochladen |
| 901 Wikidata | Mühlenstraße 72 (53° 51′ 42″ N, 10° 41′ 17″ O)                    | Bürgerhaus                  | Schutzumfang: Auf das gesamte Gebäude Klassizistisches Bürgerhaus mit Palaischarakter; 1819 errichtet - Schutzgrund: geschichtlich, wissenschaftlich, städtebaulich, Kulturlandschaft prägend | Fotos hochladen                  |
| 902          | Mühlenstraße 74 (53° 51′ 41″ N, 10° 41′ 17″ O)                    | Turnhalle                   | Schutzumfang: Auf das gesamte Gebäude - Hauptturnhalle, 1890/91 von Baudirektor Carl Georg Adolf Schwiening (1847–1916) im neugotischen Stil als zweigeschossiger ziegelsichtiger Backsteinbau mit Walmdach - Schutzgrund: wissenschaftlich, geschichtlich, städtebaulich, Kulturlandschaft prägend | weitere Fotos \| Fotos hochladen |
| 903          | Mühlenstraße 75 (53° 51′ 44″ N, 10° 41′ 17″ O)                    | Bürgerhaus                  | Schutzumfang: Auf das gesamte Gebäude - Bürgerhaus, dessen ehem. Stufengiebelfront im späten 18. Jhd. verputzt und mit halbrundem Giebelkopf versehen worden ist - Schutzgrund: geschichtlich, wissenschaftlich, städtebaulich, Kulturlandschaft prägend | weitere Fotos \| Fotos hochladen |
| 904          | Mühlenstraße 79/Brandes Hof 1 (53° 51′ 44″ N, 10° 41′ 18″ O)      | Ganghaus                    | Schutzumfang: Auf das Äußere des Gebäudes - Ganghaus in dem zur Straßenflucht erhöht gelegenen Wohngang „Brandes Hof“ aus dem 18. Jhd. - Schutzgrund: geschichtlich, wissenschaftlich, städtebaulich, Kulturlandschaft prägend | BW                               |
| 905          | Mühlenstraße 79/Brandes Hof 2 (53° 51′ 44″ N, 10° 41′ 18″ O)      | Ganghaus                    | Schutzumfang: Auf das Äußere des Gebäudes - Ganghaus in dem zur Straßenflucht erhöht gelegenen Wohngang „Brandes Hof“ aus dem 18. Jhd. - Schutzgrund: geschichtlich, wissenschaftlich, städtebaulich, Kulturlandschaft prägend | BW                               |
| 906          | Mühlenstraße 79/Brandes Hof 3 (53° 51′ 44″ N, 10° 41′ 18″ O)      | Ganghaus                    | Schutzumfang: Auf das Äußere des Gebäudes - Ganghaus in dem zur Straßenflucht erhöht gelegenen Wohngang „Brandes Hof“ aus dem 18. Jhd. - Schutzgrund: geschichtlich, wissenschaftlich, städtebaulich, städtebaulich | BW                               |
| 907          | Mühlenstraße 79/Brandes Hof 4 (53° 51′ 44″ N, 10° 41′ 18″ O)      | Ganghaus                    | Schutzumfang: Auf das Äußere des Gebäudes - Ganghaus in dem zur Straßenflucht erhöht gelegenen Wohngang „Brandes Hof“ aus dem 18. Jhd. - Schutzgrund: geschichtlich, wissenschaftlich, städtebaulich, Kulturlandschaft prägend | BW                               |
| 908          | Mühlenstraße 79/Brandes Hof 5 (53° 51′ 44″ N, 10° 41′ 18″ O)      | Ganghaus                    | Schutzumfang: Auf das Äußere des Gebäudes Ganghaus in dem zur Straßenflucht erhöht gelegenen Wohngang „Brandes Hof“ aus dem 18. Jhd. - Schutzgrund: geschichtlich, wissenschaftlich, technisch, Kulturlandschaft prägend | BW                               |
| 909          | Mühlenstraße 79/Brandes Hof 6 (53° 51′ 44″ N, 10° 41′ 19″ O)      | Ganghaus                    | Schutzumfang: Auf das Äußere des Gebäudes - Ganghaus in dem zur Straßenflucht erhöht gelegenen Wohngang „Brandes Hof“ aus dem 18. Jhd. - Schutzgrund: geschichtlich, wissenschaftlich, städtebaulich, Kulturlandschaft prägend | BW                               |
| 910          | Mühlenstraße 79/Brandes Hof 7 (53° 51′ 44″ N, 10° 41′ 19″ O)      | Ganghaus                    | Schutzumfang: Auf das Äußere des Gebäudes - Ganghaus in dem zur Straßenflucht erhöht gelegenen Wohngang „Brandes Hof“ aus dem 18. Jhd. - Schutzgrund: geschichtlich, wissenschaftlich, städtebaulich, Kulturlandschaft prägend | BW                               |
| 911          | Mühlenstraße 79/Brandes Hof 8 (53° 51′ 44″ N, 10° 41′ 18″ O)      | Ganghaus                    | Schutzumfang: Auf das Äußere des Gebäudes - Ganghaus in dem zur Straßenflucht erhöht gelegenen Wohngang „Brandes Hof“ aus dem 18. Jhd. - Schutzgrund: geschichtlich, wissenschaftlich, städtebaulich, Kulturlandschaft prägend | BW                               |
| 912          | Mühlenstraße 79/Brandes Hof 9 (53° 51′ 44″ N, 10° 41′ 18″ O)      | Ganghaus                    | Schutzumfang: Auf das Äußere des Gebäudes - Ganghaus in dem zur Straßenflucht erhöht gelegenen Wohngang „Brandes Hof“ aus dem 18. Jhd. - Schutzgrund: geschichtlich, wissenschaftlich, städtebaulich, Kulturlandschaft prägend | BW                               |
| 913          | Mühlenstraße 79/Brandes Hof 10 (53° 51′ 44″ N, 10° 41′ 18″ O)     | Ganghaus                    | Schutzumfang: Auf das Äußere des Gebäudes - Ganghaus in dem zur Straßenflucht erhöht gelegenen Wohngang „Brandes Hof“ aus dem 18. Jhd. - Schutzgrund: geschichtlich, wissenschaftlich, städtebaulich, Kulturlandschaft prägend | BW                               |
| 1369         | Mühlenstraße 85 (53° 51′ 43″ N, 10° 41′ 18″ O)                    | Altstadthaus                | Schutzumfang: Auf das gesamte Gebäude bestehend aus Vorderhaus und Seitenflügel mit Treppenanbau, sowie Hof und Garten - Altstadthaus mit Seitenflügel und 1942 angefügter überdachter Treppenanlage am Ende des Seitenflügels auf mittelalterlicher Parzelle mit Hof und Garten - Schutzgrund: geschichtlich, wissenschaftlich, städtebaulich, Kulturlandschaft prägend | BW                               |
| 914          | Mühlenstraße 91/Römisches Reich 1 (53° 51′ 43″ N, 10° 41′ 19″ O)  | Ganghaus                    | Schutzumfang: Auf das Äußere des Gebäudes - Ganghaus mit Dacherker „Römisches Reich“ aus dem 18./19. Jhd. - Schutzgrund: geschichtlich, wissenschaftlich, städtebaulich, Kulturlandschaft prägend | BW                               |
| 915          | Mühlenstraße 91/Römisches Reich 2 (53° 51′ 43″ N, 10° 41′ 19″ O)  | Ganghaus                    | Schutzumfang: Auf das Äußere des Gebäudes - Ganghaus mit Dacherker „Römisches Reich“ aus dem 18./19. Jhd. - Schutzgrund: geschichtlich, wissenschaftlich, städtebaulich, Kulturlandschaft prägend | BW                               |
| 916          | Mühlenstraße 91/Römisches Reich 3 (53° 51′ 43″ N, 10° 41′ 19″ O)  | Ganghaus                    | Schutzumfang: Auf das Äußere des Gebäudes - Ganghaus mit Dacherker „Römisches Reich“ aus dem 18./19. Jhd. - Schutzgrund: geschichtlich, geschichtlich, städtebaulich, Kulturlandschaft prägend | BW                               |
| 917          | Mühlenstraße 91/Römisches Reich 4 (53° 51′ 43″ N, 10° 41′ 20″ O)  | Ganghaus                    | Schutzumfang: Auf das Äußere des Gebäudes - Ganghaus mit Dacherker „Römisches Reich“ aus dem 18./19. Jhd. - Schutzgrund: geschichtlich, wissenschaftlich, städtebaulich, Kulturlandschaft prägend | BW                               |
| 918          | Mühlenstraße 91/Römisches Reich 5 (53° 51′ 43″ N, 10° 41′ 20″ O)  | Ganghaus                    | Schutzumfang: Auf das Äußere des Gebäudes - Ganghaus mit Dacherker „Römisches Reich“ aus dem 18./19. Jhd. - Schutzgrund: geschichtlich, wissenschaftlich, städtebaulich, Kulturlandschaft prägend | BW                               |
| 919          | Mühlenstraße 91/Römisches Reich 6 (53° 51′ 43″ N, 10° 41′ 20″ O)  | Ganghaus                    | Schutzumfang: Auf das Äußere des Gebäudes - Ganghaus mit Dacherker „Römisches Reich“ aus dem 18./19. Jhd. - Schutzgrund: geschichtlich, wissenschaftlich, städtebaulich, Kulturlandschaft prägend | BW                               |
| 920          | Mühlenstraße 91/Römisches Reich 7 (53° 51′ 43″ N, 10° 41′ 20″ O)  | Ganghaus                    | Schutzumfang: Auf das Äußere des Gebäudes - Ganghaus mit Dacherker „Römisches Reich“ aus dem 18./19. Jhd. - Schutzgrund: geschichtlich, wissenschaftlich, städtebaulich, Kulturlandschaft prägend | BW                               |
| 921          | Mühlenstraße 91/Römisches Reich 8 (53° 51′ 43″ N, 10° 41′ 20″ O)  | Ganghaus                    | Schutzumfang: Auf das Äußere des Gebäudes - Ganghaus mit Dacherker „Römisches Reich“ aus dem 18./19. Jhd. - Schutzgrund: geschichtlich, wissenschaftlich, städtebaulich, Kulturlandschaft prägend | BW                               |
| 922          | Mühlenstraße 91/Römisches Reich 9 (53° 51′ 43″ N, 10° 41′ 19″ O)  | Ganghaus                    | Schutzumfang: Auf das Äußere des Gebäudes - Ganghaus mit Dacherker „Römisches Reich“ aus dem 18./19. Jhd. - Schutzgrund: geschichtlich, wissenschaftlich, städtebaulich, Kulturlandschaft prägend | BW                               |
| 923          | Mühlenstraße 91/Römisches Reich 10 (53° 51′ 43″ N, 10° 41′ 19″ O) | Ganghaus                    | Schutzumfang: Auf das Äußere des Gebäudes - Ganghaus mit Dacherker „Römisches Reich“ aus dem 18./19. Jhd. - Schutzgrund: geschichtlich, wissenschaftlich, städtebaulich, städtebaulich | BW                               |
| 924          | Mühlenstraße 91/Römisches Reich 11 (53° 51′ 43″ N, 10° 41′ 18″ O) | Ganghaus                    | Schutzumfang: Auf das Äußere des Gebäudes - Ganghaus mit Dacherker „Römisches Reich“ aus dem 18./19. Jhd. - Schutzgrund: geschichtlich, wissenschaftlich, städtebaulich, Kulturlandschaft prägend | BW                               |
| 925 Wikidata | Mühlenstraße 93, 95 (53° 51′ 42″ N, 10° 41′ 19″ O)                | Gasthaus                    | Schutzumfang: Auf das gesamte Gebäude - Gasthaus „Im alten Zolln“; Eckhaus, mit einfachem Renaissance-Treppengiebel an der Schmalseite - Schutzgrund: geschichtlich, wissenschaftlich, städtebaulich, Kulturlandschaft prägend | weitere Fotos \| Fotos hochladen |

## Mühlentorbrücke
| Objekt-ID | Lage                                           | Offizielle Bezeichnung              | Beschreibung | Bild            |
| --------- | ---------------------------------------------- | ----------------------------------- | --- | --------------- |
| 1652      | Mühlentorbrücke (53° 51′ 33″ N, 10° 41′ 27″ O) | Mühlentorbrücke (St.-Jürgen-Brücke) | Schutzumfang: Auf die gesamte Brücke mit Brückenköpfen - Zügelgurtbrücke an einer historischen Ausfallstraße aus der Lübecker Altstadt zur Straßenanbindung nach Süden - Schutzgrund: geschichtlich, wissenschaftlich, städtebaulich, Kulturlandschaft prägend | Fotos hochladen |

## Musterbahn
| Objekt-ID | Lage                                         | Offizielle Bezeichnung | Beschreibung | Bild                             |
| --------- | -------------------------------------------- | ---------------------- | --- | -------------------------------- |
| 1325      | Musterbahn 1 (53° 51′ 41″ N, 10° 41′ 19″ O)  | Wohnhaus               | Schutzumfang: Auf das gesamte Gebäude - Geschrägter Eckrisalit besonders hervorgehoben: halbrunder Erdgeschossaltan vor der Schräge, variierte Fialen an den Ecken - Schutzgrund: geschichtlich, wissenschaftlich, städtebaulich, Kulturlandschaft prägend | BW                               |
| 926       | Musterbahn 3 (53° 51′ 40″ N, 10° 41′ 19″ O)  | Wohnhaus               | Schutzumfang: Auf das gesamte Gebäude - Statius-von-Düren-Haus; Wohnhausfassade aus den 80er Jahren des 19. Jhd. mit Terrakotten (Pilasterhermen und Medaillonreliefs) aus der Werkstatt des Statius van Düren – 1549; Die Fassade ist mit Terrakotten des 16. Jahrhunderts aus der Werkstatt des Statius von Düren versehen, die man dem 1878 abgebrochenen Haus Braunstraße 4 entnommen hatte. - Schutzgrund: geschichtlich, wissenschaftlich, künstlerisch, städtebaulich, Kulturlandschaft prägend | weitere Fotos \| Fotos hochladen |
| 927       | Musterbahn 19 (53° 51′ 37″ N, 10° 41′ 13″ O) | Stadtpalais            | Schutzumfang: Auf das Äußere des Gebäudes und erhaltene Teile im Inneren (Raumstruktur und Einrichtungen von 1907) - Stadtpalais; zweieinhalbgeschossig; Senator Emil Possehl ließ das neoklassizistische Stadtpalais 1907/08 umbauen und erweitern - Schutzgrund: geschichtlich, wissenschaftlich, städtebaulich, Kulturlandschaft prägend | weitere Fotos \| Fotos hochladen |

## Parade
| Objekt-ID    | Lage                                     | Offizielle Bezeichnung          | Beschreibung | Bild                             |
| ------------ | ---------------------------------------- | ------------------------------- | --- | -------------------------------- |
| 928 Wikidata | Parade 1 (53° 51′ 46″ N, 10° 41′ 8″ O)   | Schloß Rantzau                  | Schutzumfang: Auf den gesamten Gebäudekomplex (Hauptgebäude „Schloß“ mit Nebengebäude) - Schloss Rantzau, 1858 in romantisierenden neugotischen Formen errichtet unter Verwendung des gotischen Hintergiebels aus dem 15. Jhd. - Schutzgrund: geschichtlich, wissenschaftlich, städtebaulich, Kulturlandschaft prägend                           | weitere Fotos \| Fotos hochladen |
| 929          | Parade 2 (53° 51′ 47″ N, 10° 41′ 5″ O)   | Gewerbeschule II                | Schutzumfang: Auf die Gesamtheit der Gebäude A und B - Gebäude A und Gebäude B eines Gebäudekomplexes an der Ecke Parade/Dankwartsgrube, bestehend aus vier Großbauten unterschiedlicher Zeit - Schutzgrund: geschichtlich, wissenschaftlich, städtebaulich, Kulturlandschaft prägend                                                            | weitere Fotos \| Fotos hochladen |
| 930 Wikidata | Parade 4 a (53° 51′ 45″ N, 10° 41′ 4″ O) | Herz-Jesu-Kirche (katholisch)   | Schutzumfang: Auf das gesamte Kirchengebäude sowie auf die für diese Kirche gestiftete/geschenkte bzw. entworfene Ausstattung - Katholische Herz-Jesu-Kirche; neugotische, dreischiffige Hallenkirche aus rotem Ziegeldach mit polygonalem Chorabschluss - Schutzgrund: geschichtlich, wissenschaftlich, städtebaulich, Kulturlandschaft prägend | weitere Fotos \| Fotos hochladen |
| 931          | Parade 6 (53° 51′ 44″ N, 10° 41′ 4″ O)   | Ehem. Domkurie                  | Schutzumfang: Auf den Keller, die Umfassungsmauern und den Dachstuhl des Gebäudes - Traufständiges, zweigeschossiges Gebäude mit kurzem rückseitigen Winkelanbau, Putzfassaden und ziegelgedecktem Walmdach - Schutzgrund: geschichtlich, wissenschaftlich, städtebaulich, Kulturlandschaft prägend                                              | BW                               |
| 932          | Parade 8 (53° 51′ 43″ N, 10° 41′ 5″ O)   | Ehem. katholisches Gesellenhaus | Schutzumfang: Auf das gesamte Gebäude - Ehem. katholisches Gesellenhaus; errichtet 1907/08 nach Entwurf des Architekten Carl Mühlenpfordt; dreigeschossig - Schutzgrund: geschichtlich, wissenschaftlich, städtebaulich, Kulturlandschaft prägend                                                                                                | weitere Fotos \| Fotos hochladen |

## Petersilienstraße
| Objekt-ID | Lage                                               | Offizielle Bezeichnung | Beschreibung | Bild                             |
| --------- | -------------------------------------------------- | ---------------------- | --- | -------------------------------- |
| 933       | Petersilienstraße 4 (53° 52′ 24″ N, 10° 41′ 14″ O) | Wohnhaus               | Schutzumfang: Auf das gesamte Gebäude - Traufenständiges, zweigeschossiges Wohnhaus des 17. Jhd. mit späteren Überformungen - Schutzgrund: geschichtlich, wissenschaftlich, städtebaulich, Kulturlandschaft prägend | weitere Fotos \| Fotos hochladen |
| 4080      | Petersilienstraße 8 (53° 52′ 24″ N, 10° 41′ 14″ O) | Traufenhaus            | Schutzumfang: Das gesamte Gebäude. - Traufenhaus unter einem Dach mit Nachbargebäuden mit Durchgang zu Höppners Gang. - Schutzgrund: geschichtlich, wissenschaftlich                                                | BW                               |

## Petrikirchhof
| Objekt-ID    | Lage                                         | Offizielle Bezeichnung         | Beschreibung | Bild                             |
| ------------ | -------------------------------------------- | ------------------------------ | --- | -------------------------------- |
| 934 Wikidata | Petrikirchhof (53° 51′ 57″ N, 10° 40′ 59″ O) | St.-Petri-Kirche (evangelisch) | Schutzumfang: Auf das gesamte Kirchengebäude mit seiner Ausstattung sowie den Kirchhofsbereich. Bewegliche Gegenstände – auch Grabsteine – die nach 1870 entstanden sind bleiben außer Betracht, es sei denn, dass sie zusätzlich als denkmalgeschützt aufgeführt sind - St.-Petri-Kirche, im Kern dreischiffige spätromanische Halle (ersterwähnt 1170), gegen 1300 gotische Erneuerung - Schutzgrund: geschichtlich, wissenschaftlich, städtebaulich, Kulturlandschaft prägend | weitere Fotos \| Fotos hochladen |

## Pfaffenstraße
| Objekt-ID | Lage                                            | Offizielle Bezeichnung  | Beschreibung | Bild            |
| --------- | ----------------------------------------------- | ----------------------- | --- | --------------- |
| 2636      | Pfaffenstraße 4 (53° 52′ 10″ N, 10° 41′ 17″ O)  | Kleines Geschäftshaus   | Schutzumfang: Gesamtes Gebäude bestehend aus Vorderhaus und zwei Seitenflügeln - Die Pfaffenstraße 4 gehört zusammen mit den anschließenden Gebäuden bis einschl. Nr. 16 als zweigeschossige Budenreihe mit kurzen Flügeln ehem. zum Eckhaus Breite Straße 25 - Schutzgrund: städtebaulich, geschichtlich, geschichtlich, wissenschaftlich, Kulturlandschaft prägend | BW              |
| 935       | Pfaffenstraße 18 (53° 52′ 10″ N, 10° 41′ 19″ O) | Wohn- und Geschäftshaus | Schutzumfang: Auf das gesamte Gebäude - zweigeschossiges dreiachsiges traufständiges Wohn- und Geschäftshaus mit mittigem Zwerchhaus - Schutzgrund: geschichtlich, wissenschaftlich, städtebaulich, Kulturlandschaft prägend | Fotos hochladen |
| 936       | Pfaffenstraße 20 (53° 52′ 10″ N, 10° 41′ 19″ O) | Wohn- und Geschäftshaus | Schutzumfang: Auf das gesamte Gebäude - zweigeschossiges dreiachsiges traufständiges Wohn- und Geschäftshaus mit mittigem Zwerchhaus - Schutzgrund: geschichtlich, wissenschaftlich, städtebaulich, Kulturlandschaft prägend | Fotos hochladen |

## Pferdemarkt
| Objekt-ID | Lage                                         | Offizielle Bezeichnung    | Beschreibung | Bild            |
| --------- | -------------------------------------------- | ------------------------- | --- | --------------- |
| 937       | Pferdemarkt 7 (53° 51′ 50″ N, 10° 41′ 7″ O)  | Bürgerhaus                | Schutzumfang: Auf das gesamte Gebäude - Bürgerhaus des frühen 19. Jhd. mit maßvoll gegliederter klassizistischer Fassade - Schutzgrund: geschichtlich, wissenschaftlich, städtebaulich, Kulturlandschaft prägend                                                          | Fotos hochladen |
| 938       | Pferdemarkt 10 (53° 51′ 49″ N, 10° 41′ 5″ O) | Gebäude                   | Schutzumfang: Auf das gesamte Gebäude - fünfachsiges, zweigeschossiges Gebäude mit backsteinverblendeter Fassade von 1872/1873 - Schutzgrund: geschichtlich, wissenschaftlich, städtebaulich, Kulturlandschaft prägend                                                    | BW              |
| 939       | Pferdemarkt 11 (53° 51′ 50″ N, 10° 41′ 7″ O) | Etagenmietshaus           | Schutzumfang: Auf das gesamte Gebäude - Etagenmietshaus der Jahrhundertwende; traufenständiges, dreigeschossiges Gebäude mit neobiedermeierlicher Putzfassade - Schutzgrund: geschichtlich, wissenschaftlich, städtebaulich, Kulturlandschaft prägend                     | Fotos hochladen |
| 1717      | Pferdemarkt 13 (53° 51′ 49″ N, 10° 41′ 7″ O) | dreigeschossiges Wohnhaus | Schutzumfang: Gesamtes Gebäude - dreigeschossiges Mietwohnungshaus unter straßenseitig abgewalmtem flachem Satteldach, 1881 fertig gestellt. - Schutzgrund: geschichtlich, wissenschaftlich, städtebaulich                                                                | BW              |
| 940       | Pferdemarkt 17 (53° 51′ 49″ N, 10° 41′ 7″ O) | Wohnhaus                  | Schutzumfang: Auf das Äußere des Gebäudes insbesondere die Fassade zum Pferdemarkt - zweigeschossiges Wohnhaus von 1857 in gotisierenden Formen mit friesverziertem Dreieckgiebel - Schutzgrund: geschichtlich, wissenschaftlich, städtebaulich, Kulturlandschaft prägend | Fotos hochladen |

## Puppenbrücke
| Objekt-ID    | Lage                                                                      | Offizielle Bezeichnung | Beschreibung | Bild                             |
| ------------ | ------------------------------------------------------------------------- | ---------------------- | --- | -------------------------------- |
| 941 Wikidata | Puppenbrücke, Holstentorplatz, Lindenplatz (53° 51′ 58″ N, 10° 40′ 33″ O) | Puppenbrücke           | Schutzumfang: Figürlicher Schmuck auf der Brücke - Puppenbrücke, ehem. äußere Holstentorbrücke, mit figürlichem Schmuck von Dietrich Jürgen Boy, 1774/76, Sandstein; sieben Statuen (Allegorien bzw. römische Götter) und vier Vasen mit allegorischen Reliefs; 1475 begann hier der Bau der ersten Brücke; Aufgrund wiederholter Fälle von Vandalismus sind nur Kopien der Skulpturen auf der Brücke. Die Originale befinden sich im St.-Annen-Museum. Die Kopien entsprechen aber nur den gestutzten – Friede ohne Friedens ohne Ölzweig, Vorsicht ohne Spiegel/Lupe, das Römische Recht ist nur noch auf Verteidigung ausgerichtet, … – Versionen späterer Zustände der ursprünglich aufgestellten lübsche Tugenden repräsentierenden Figuren - Schutzgrund: geschichtlich, wissenschaftlich, städtebaulich, Kulturlandschaft prägend | weitere Fotos \| Fotos hochladen |

## Rosengarten
| Objekt-ID | Lage                                                    | Offizielle Bezeichnung | Beschreibung | Bild                             |
| --------- | ------------------------------------------------------- | ---------------------- | --- | -------------------------------- |
| 943       | Rosengarten 1, 3 (53° 52′ 4″ N, 10° 41′ 34″ O)          | Querhaus               | Schutzumfang: Auf das Äußere des Gebäudes insbesondere die Front zum Rosengarten, auf die Raumstruktur und die im Wesentlichen erhaltene Esse im Inneren des Gebäudes Rosengarten 3 - Querhaus mit vorgekragtem Obergeschoss und Dacherker (Fachwerk), vermutlich aus dem 17. Jhd. - Schutzgrund: geschichtlich, wissenschaftlich, Kulturlandschaft prägend | weitere Fotos \| Fotos hochladen |
| 944       | Rosengarten 2 (53° 52′ 5″ N, 10° 41′ 33″ O)             | Bürgerhaus             | Schutzumfang: Auf das Äußere des Gebäudes - Langgestrecktes zweigeschossiges Bürgerhaus, zusammen mit Hundestraße 60 (Traufseite) als Eckhaus - Schutzgrund: geschichtlich, wissenschaftlich, städtebaulich, Kulturlandschaft prägend | weitere Fotos \| Fotos hochladen |
|           | Rosengarten 4 (53° 52′ 4″ N, 10° 41′ 33″ O)             | Bürgerhaus             | ehemalig; denkmalgeschützt 1990 Gesamtes Gebäude aufgehoben 2019 - Bürgerhaus auf das 14. Jahrhundert zurückgehendes Rokoko-Bürgerhaus von 1781 | Fotos hochladen                  |
| 945       | Rosengarten 5 (53° 52′ 4″ N, 10° 41′ 34″ O)             | Bürgerhaus             | Schutzumfang: Auf das Äußere des Gebäudes insbesondere die Fassade zum Rosengarten - Bürgerhaus mit Renaissance-Treppengiebel aus der Zeit um 1600 - Schutzgrund: geschichtlich, wissenschaftlich, städtebaulich, Kulturlandschaft prägend | weitere Fotos \| Fotos hochladen |
| 3202      | Rosengarten 8 Rosengang 5 (53° 52′ 4″ N, 10° 41′ 32″ O) | Ganghaus               | Schutzumfang: Auf das Äußere des Gebäudes - Ganghaus, Teil der südlichen Budenreihe des Rosengangs; im Kern 18. Jhd.; eingeschossig und traufständig mit steilem Satteldach - Schutzgrund: städtebaulich, geschichtlich | BW                               |
| 946       | Rosengarten 12 (53° 52′ 4″ N, 10° 41′ 33″ O)            | Gebäude                | Schutzumfang: Auf das gesamte Gebäude, bestehend aus Vorderhaus und Seitenflügel - Im Kern mittelalterliches Gebäude, bestehend aus Vorderhaus und Seitenflügel - Schutzgrund: geschichtlich, wissenschaftlich, städtebaulich, Kulturlandschaft prägend | BW                               |

## Rosenstraße
| Objekt-ID | Lage                                                       | Offizielle Bezeichnung    | Beschreibung | Bild                             |
| --------- | ---------------------------------------------------------- | ------------------------- | --- | -------------------------------- |
| 947       | Rosenstraße 4 (53° 52′ 20″ N, 10° 41′ 31″ O)               | Wohnhaus                  | Schutzumfang: Auf das gesamte Gebäude - dreigeschossiges, traufenständiges Wohnhaus mit 2 Fensterachsen und klassizistischer Putzfassade - Schutzgrund: geschichtlich, wissenschaftlich, städtebaulich, Kulturlandschaft prägend                                                                        | weitere Fotos \| Fotos hochladen |
| 948       | Rosenstraße 7 (53° 52′ 19″ N, 10° 41′ 32″ O)               | Traufenhaus               | Schutzumfang: Auf das gesamte Gebäude - Kleines zweigeschossiges Traufenhaus mit Dacherker und schlichter klassizistischer Putzfassade aus dem frühen 19. Jhd. - Schutzgrund: geschichtlich, wissenschaftlich, städtebaulich, Kulturlandschaft prägend                                                  | weitere Fotos \| Fotos hochladen |
| 2654      | Rosenstraße 9–11 (53° 52′ 19″ N, 10° 41′ 32″ O)            | Renaissance-Traufenhäuser | Schutzumfang: Auf das gesamte Gebäude ohne Umbauten nach den 1950er Jahren (Aufstockung, Anbauten zum Hof) - Zwei in den 1950er Jahren miteinander verbundene und stark überformte Renaissance-Traufenhäuser aus der zweiten Hälfte des 16. Jhd. - Schutzgrund: städtebaulich, Kulturlandschaft prägend | BW                               |
| 949       | Rosenstraße 17/Rosengang 2 (53° 52′ 19″ N, 10° 41′ 33″ O)  | Kleinhaus                 | Schutzumfang: Auf das Äußere des Gebäudes und erhaltenswerte ältere Teile im Inneren - eingeschossiges Kleinhaus mit verputzter Front, dessen Mittelachse durch einen schlichten Zwerchgiebel betont wird - Schutzgrund: geschichtlich, wissenschaftlich, städtebaulich, Kulturlandschaft prägend       | BW                               |
| 950       | Rosenstraße 17/Rosengang 3 (53° 52′ 19″ N, 10° 41′ 33″ O)  | Kleinhaus                 | Schutzumfang: Auf das Äußere des Gebäudes und erhaltenswerte ältere Teile im Inneren - eingeschossiges Kleinhaus mit verputzter Front, dessen Mittelachse durch einen schlichten Zwerchgiebel betont wird - Schutzgrund: geschichtlich, wissenschaftlich, städtebaulich, Kulturlandschaft prägend       | BW                               |
| 951       | Rosenstraße 17/Rosengang 4 (53° 52′ 19″ N, 10° 41′ 33″ O)  | Kleinhaus                 | Schutzumfang: Auf das Äußere des Gebäudes und erhaltenswerte ältere Teile im Inneren - eingeschossiges Kleinhaus mit verputzter Front, dessen Mittelachse durch einen schlichten Zwerchgiebel betont wird - Schutzgrund: geschichtlich, wissenschaftlich, städtebaulich, Kulturlandschaft prägend       | BW                               |
| 952       | Rosenstraße 17/Rosengang 5 (53° 52′ 19″ N, 10° 41′ 33″ O)  | Kleinhaus                 | Schutzumfang: Auf das Äußere des Gebäudes und erhaltenswerte ältere Teile im Inneren - eingeschossiges Kleinhaus mit verputzter Front, dessen Mittelachse durch einen schlichten Zwerchgiebel betont wird - Schutzgrund: geschichtlich, wissenschaftlich, städtebaulich, Kulturlandschaft prägend       | BW                               |
| 953       | Rosenstraße 17/Rosengang 6 (53° 52′ 19″ N, 10° 41′ 34″ O)  | Kleinhaus                 | Schutzumfang: Auf das Äußere des Gebäudes und erhaltenswerte ältere Teile im Inneren - eingeschossiges Kleinhaus mit verputzter Front, dessen Mittelachse durch einen schlichten Zwerchgiebel betont wird - Schutzgrund: geschichtlich, wissenschaftlich, städtebaulich, Kulturlandschaft prägend       | BW                               |
| 954       | Rosenstraße 17/Rosengang 7 (53° 52′ 19″ N, 10° 41′ 34″ O)  | Kleinhaus                 | Schutzumfang: Auf das Äußere des Gebäudes und erhaltenswerte ältere Teile im Inneren - eingeschossiges Kleinhaus mit verputzter Front, dessen Mittelachse durch einen schlichten Zwerchgiebel betont wird - Schutzgrund: geschichtlich, wissenschaftlich, städtebaulich, Kulturlandschaft prägend       | BW                               |
| 955       | Rosenstraße 17/Rosengang 8 (53° 52′ 19″ N, 10° 41′ 34″ O)  | Kleinhaus                 | Schutzumfang: Auf das Äußere des Gebäudes und erhaltenswerte ältere Teile im Inneren - eingeschossiges Kleinhaus mit verputzter Front, dessen Mittelachse durch einen schlichten Zwerchgiebel betont wird - Schutzgrund: geschichtlich, wissenschaftlich, technisch, Kulturlandschaft prägend           | BW                               |
| 956       | Rosenstraße 17/Rosengang 9 (53° 52′ 18″ N, 10° 41′ 34″ O)  | Kleinhaus                 | Schutzumfang: Auf das Äußere des Gebäudes und erhaltenswerte ältere Teile im Inneren eingeschossiges Kleinhaus mit verputzter Front, dessen Mittelachse durch einen schlichten Zwerchgiebel betont wird - Schutzgrund: geschichtlich, wissenschaftlich, städtebaulich, Kulturlandschaft prägend         | BW                               |
| 957       | Rosenstraße 17/Rosengang 10 (53° 52′ 19″ N, 10° 41′ 34″ O) | Kleinhaus                 | Schutzumfang: Auf das Äußere des Gebäudes und erhaltenswerte ältere Teile im Inneren - eingeschossiges Kleinhaus mit verputzter Front, dessen Mittelachse durch einen schlichten Zwerchgiebel betont wird - Schutzgrund: geschichtlich, wissenschaftlich, städtebaulich, Kulturlandschaft prägend       | BW                               |
| 958       | Rosenstraße 17/Rosengang 11 (53° 52′ 19″ N, 10° 41′ 33″ O) | Kleinhaus                 | Schutzumfang: Auf das Äußere des Gebäudes und erhaltenswerte ältere Teile im Inneren - eingeschossiges Kleinhaus mit verputzter Front, dessen Mittelachse durch einen schlichten Zwerchgiebel betont wird - Schutzgrund: geschichtlich, wissenschaftlich, städtebaulich, Kulturlandschaft prägend       | BW                               |
| 959       | Rosenstraße 17/Rosengang 12 (53° 52′ 19″ N, 10° 41′ 33″ O) | Kleinhaus                 | Schutzumfang: Auf das Äußere des Gebäudes und erhaltenswerte ältere Teile im Inneren - eingeschossiges Kleinhaus mit verputzter Front, dessen Mittelachse durch einen schlichten Zwerchgiebel betont wird - Schutzgrund: geschichtlich, wissenschaftlich, städtebaulich, Kulturlandschaft prägend       | BW                               |
| 960       | Rosenstraße 17/Rosengang 13 (53° 52′ 19″ N, 10° 41′ 33″ O) | Kleinhaus                 | Schutzumfang: Auf das Äußere des Gebäudes und erhaltenswerte ältere Teile im Inneren - eingeschossiges Kleinhaus mit verputzter Front, dessen Mittelachse durch einen schlichten Zwerchgiebel betont wird - Schutzgrund: geschichtlich, wissenschaftlich, städtebaulich, Kulturlandschaft prägend       | BW                               |
| 961       | Rosenstraße 17/Rosengang 14 (53° 52′ 19″ N, 10° 41′ 32″ O) | Kleinhaus                 | Schutzumfang: Auf das Äußere des Gebäudes und erhaltenswerte ältere Teile im Inneren - eingeschossiges Kleinhaus mit verputzter Front, dessen Mittelachse durch einen schlichten Zwerchgiebel betont wird - Schutzgrund: geschichtlich, wissenschaftlich, städtebaulich, Kulturlandschaft prägend       | BW                               |
| 962       | Rosenstraße 17/Rosengang 15 (53° 52′ 19″ N, 10° 41′ 32″ O) | Kleinhaus                 | Schutzumfang: Auf das Äußere des Gebäudes und erhaltenswerte ältere Teile im Inneren - eingeschossiges Kleinhaus mit verputzter Front, dessen Mittelachse durch einen schlichten Zwerchgiebel betont wird - Schutzgrund: geschichtlich, wissenschaftlich, städtebaulich, Kulturlandschaft prägend       | BW                               |
| 963       | Rosenstraße 21 (53° 52′ 18″ N, 10° 41′ 31″ O)              | Bürgerhaus                | Schutzumfang: Auf das Äußere des Gebäudes und erhaltenswerte ältere Teile im Inneren - Bürgerhaus aus der Zeit um 1800 mit dreigeschossiger Putzfassade - Schutzgrund: geschichtlich, wissenschaftlich, städtebaulich, Kulturlandschaft prägend                                                         | weitere Fotos \| Fotos hochladen |
| 964       | Rosenstraße 31 (53° 52′ 17″ N, 10° 41′ 31″ O)              | Traufenhaus               | Schutzumfang: Auf das gesamte Gebäude - Kleines zweigeschossiges Traufenhaus, verputzt, mit dreieckübergiebeltem und pilastergerahmten Fachwerkzwerchgiebel - Schutzgrund: geschichtlich, wissenschaftlich, städtebaulich, Kulturlandschaft prägend                                                     | weitere Fotos \| Fotos hochladen |

## Sandstraße
| Objekt-ID    | Lage                                           | Offizielle Bezeichnung     | Beschreibung | Bild                             |
| ------------ | ---------------------------------------------- | -------------------------- | --- | -------------------------------- |
| 3914         | Sandstraße 17–23 (53° 51′ 54″ N, 10° 41′ 8″ O) | Geschäfts- und Bürogebäude | Schutzumfang: Auf das gesamte Gebäude - Geschäfts- und Bürogebäude; ab 1964 nach Plänen des Architekten Karl August Müller-Scherz errichtet - Schutzgrund: geschichtlich, künstlerisch, städtebaulich                                                                                            | BW                               |
| 1370         | Sandstraße 18–22 (53° 51′ 54″ N, 10° 41′ 5″ O) | Geschäftshaus              | Schutzumfang: Auf die Fassade zur Sandstraße - Geschäftshaus von 1955/56 nach Plänen des Architekten Heinz Bahr in Skelettbauweise - Schutzgrund: geschichtlich, wissenschaftlich, städtebaulich, Kulturlandschaft prägend                                                                       | Fotos hochladen                  |
| 965 Wikidata | Sandstraße 24–28 (53° 51′ 54″ N, 10° 41′ 5″ O) | Klinkerbau                 | Schutzumfang: Auf das Äußere des Gebäudes insbesondere die Fassade zur Sand- und Schmiedestraße - sechsgeschossiger expressionistischer Klinkerbau – Baujahr 1928–1930 – mit betonter Vertikalgliederung - Schutzgrund: geschichtlich, wissenschaftlich, städtebaulich, Kulturlandschaft prägend | weitere Fotos \| Fotos hochladen |

## Schildstraße
| Objekt-ID    | Lage                                           | Offizielle Bezeichnung | Beschreibung | Bild                             |
| ------------ | ---------------------------------------------- | ---------------------- | --- | -------------------------------- |
| 966 Wikidata | Schildstraße 10 (53° 51′ 50″ N, 10° 41′ 18″ O) | Bürgerhaus             | Schutzumfang: Auf das Äußere des Gebäudes einschl. des Portals - Bürgerhaus mit abgeschweiftem Renaissancegiebel, ursprüngliche Fenster- und Lukengliederung verändert; Portal des 17. Jhd. - Schutzgrund: geschichtlich, wissenschaftlich, städtebaulich, Kulturlandschaft prägend | weitere Fotos \| Fotos hochladen |
| 967          | Schildstraße 11 (53° 51′ 51″ N, 10° 41′ 19″ O) | Barockhaus             | Schutzumfang: Auf das gesamte Gebäude - Barockhaus mit geschweiftem Zwerchgiebel; klassizistische Haustür - Schutzgrund: geschichtlich, wissenschaftlich, städtebaulich, Kulturlandschaft prägend                                                                                   | weitere Fotos \| Fotos hochladen |
| 968 Wikidata | Schildstraße 12 (53° 51′ 50″ N, 10° 41′ 18″ O) | Ehem. Brömserhof       | Schutzumfang: Auf das gesamte Gebäude - Ehem. Brömserhof; palaisartiges Gebäude des 18. Jhd. - Schutzgrund: geschichtlich, wissenschaftlich, städtebaulich, Kulturlandschaft prägend                                                                                                | weitere Fotos \| Fotos hochladen |
| 969          | Schildstraße 13 (53° 51′ 50″ N, 10° 41′ 20″ O) | Gebäude                | Schutzumfang: Auf das gesamte Gebäude - Gebäude bestehend aus zweigeschossigem Haus, zweigeschossigem Nebenhaus und zweigeschossigem Flügel - Schutzgrund: geschichtlich, wissenschaftlich, städtebaulich, städtebaulich                                                            | BW                               |
| 970          | Schildstraße 16 (53° 51′ 50″ N, 10° 41′ 20″ O) | Fachwerkgebäude        | Schutzumfang: Auf das gesamte Gebäude - Traufenständiges, zweigeschossiges Fachwerkgebäude mit steilem, pfannengedeckten Satteldach; im Kern 16. Jhd. - Schutzgrund: geschichtlich, geschichtlich, städtebaulich, Kulturlandschaft prägend                                          | BW                               |
| 971          | Schildstraße 18 (53° 51′ 49″ N, 10° 41′ 20″ O) | Traufenhaus            | Schutzumfang: Auf das gesamte Gebäude - Traufenständiges, zweigeschossiges, dreiachsiges Gebäude mit steilem Satteldach; im Kern 16. Jhd. - Schutzgrund: geschichtlich, wissenschaftlich, städtebaulich, städtebaulich                                                              | BW                               |
| 2586         | Schildstraße 20 (53° 51′ 49″ N, 10° 41′ 21″ O) | Hochbunker             | Schutzumfang: Gesamtes Gebäude - In die Straßenfront der historischen Altstadtstraße Schildstraße integrierter Hochbunker der 1940er Jahre - Schutzgrund: geschichtlich, städtebaulich                                                                                              | weitere Fotos \| Fotos hochladen |

## Schlumacherstraße
| Objekt-ID | Lage                                                             | Offizielle Bezeichnung    | Beschreibung | Bild                             |
| --------- | ---------------------------------------------------------------- | ------------------------- | --- | -------------------------------- |
| 972       | Schlumacherstraße 3 (53° 51′ 57″ N, 10° 41′ 31″ O)               | Kleines Traufenhaus       | Schutzumfang: Auf das Äußere des Gebäudes - Kleines Traufenhaus mit zweigeschossiger Putzfassade und breitem, mit ausladenden Attikagesims geschlossenen Zwerchgiebel aus der Zeit um 1800 - Schutzgrund: geschichtlich, wissenschaftlich, städtebaulich, Kulturlandschaft prägend                                                         | weitere Fotos \| Fotos hochladen |
| 973       | Schlumacherstraße 4 (53° 51′ 57″ N, 10° 41′ 30″ O)               | Großes Querhaus           | Schutzumfang: Auf das Äußere des Gebäudes insbesondere die Fassade zur Schlumacherstraße - Großes Querhaus des 17. Jhd. mit Zwerchgiebel aus der Zeit um 1800 - Schutzgrund: geschichtlich, wissenschaftlich, städtebaulich, Kulturlandschaft prägend                                                                                      | weitere Fotos \| Fotos hochladen |
| 1739      | Schlumacherstraße 5/Zobels Hof 9 (53° 51′ 57″ N, 10° 41′ 33″ O)  | Aktualisierung vorgesehen | Aktualisierung vorgesehen | BW                               |
| 974       | Schlumacherstraße 5/Zobels Hof 3 (53° 51′ 57″ N, 10° 41′ 32″ O)  | Ganghaus                  | Schutzumfang: Auf das Äußere des Gebäudes - Ganghaus des 17. Jhd.; zweigeschossiges verputztes Kleinhaus mit Satteldach und Dacherker - Schutzgrund: geschichtlich, wissenschaftlich, städtebaulich, Kulturlandschaft prägend | BW                               |
| 975       | Schlumacherstraße 5/Zobels Hof 4 (53° 51′ 57″ N, 10° 41′ 32″ O)  | Ganghaus                  | Schutzumfang: Auf das Äußere des Gebäudes - Ganghaus des 17. Jhd.; zweigeschossiges verputztes Kleinhaus mit Satteldach und Dacherker - Schutzgrund: geschichtlich, wissenschaftlich, städtebaulich, Kulturlandschaft prägend | BW                               |
| 976       | Schlumacherstraße 5/Zobels Hof 6 (53° 51′ 57″ N, 10° 41′ 33″ O)  | Ganghaus                  | Schutzumfang: Auf das Äußere und erhaltenswerte ältere Teile im Inneren - Ganghaus im Zobels Hof, einer Ganganlage des 17. Jhd. von Johann Christian Zobel - Schutzgrund: geschichtlich, wissenschaftlich, städtebaulich, Kulturlandschaft prägend                                                                                         | BW                               |
| 977       | Schlumacherstraße 5/Zobels Hof 10 (53° 51′ 56″ N, 10° 41′ 33″ O) | Ganghaus                  | Schutzumfang: Auf das Äußere des Gebäudes - Ganghaus im Zobels Hof, einer Ganganlage des 17. Jhd. mit beiderseitiger zwei geschossiger Bebauung, 1803 erworben von Johann Christian Zobel - Schutzgrund: geschichtlich, wissenschaftlich, städtebaulich, Kulturlandschaft prägend                                                          | BW                               |
| 978       | Schlumacherstraße 5/Zobels Hof 15 (53° 51′ 57″ N, 10° 41′ 32″ O) | Ganghaus                  | Schutzumfang: Auf das gesamte Gebäude - zweigeschossiges Ganghaus, im Kern 17. Jhd., überformt Anfang des 19. Jhd. - Schutzgrund: geschichtlich, wissenschaftlich, städtebaulich, Kulturlandschaft prägend | BW                               |
| 979       | Schlumacherstraße 5/Zobels Hof 17 (53° 51′ 57″ N, 10° 41′ 31″ O) | Ganghaus                  | Schutzumfang: Auf das Äußere des Gebäudes mit Dach, Türen, Türrahmungen mit Bekleidungen, Fenster und Fensterrahmungen, Treppenanlage - Ganghaus; verputzt zweigeschossig, zweiachsige Fassade unter steilem Kehlbalkensatteldach mit Zwerchgiebel - Schutzgrund: geschichtlich, wissenschaftlich, städtebaulich, Kulturlandschaft prägend | BW                               |
| 980       | Schlumacherstraße 7 (53° 51′ 57″ N, 10° 41′ 31″ O)               | Kleines Traufenhaus       | Schutzumfang: Auf das Äußere des Gebäudes - Kleines Traufenhaus mit zweigeschossiger Putzfassade aus der Zeit um 1800 - Schutzgrund: geschichtlich, wissenschaftlich, städtebaulich, Kulturlandschaft prägend | weitere Fotos \| Fotos hochladen |
| 981       | Schlumacherstraße 9 (53° 51′ 57″ N, 10° 41′ 31″ O)               | Bürgerhaus                | Schutzumfang: Auf das gesamte Gebäude - Schmales Bürgerhaus mit klassizistischer, durch flaches Giebeldreieck mit Akroterien bekrönter Putzfassade - Schutzgrund: geschichtlich, wissenschaftlich, städtebaulich, Kulturlandschaft prägend                                                                                                 | weitere Fotos \| Fotos hochladen |
| 982       | Schlumacherstraße 10 (53° 51′ 56″ N, 10° 41′ 29″ O)              | Kleines Traufenhaus       | Schutzumfang: Auf das gesamte Gebäude sowie auf das selbständige Hofgebäude - Kleines zweigeschossiges Traufenhaus mit schlichter Putzfassade und breitem Zwerchhaus aus der Zeit um 1800 - Schutzgrund: geschichtlich, wissenschaftlich, städtebaulich, Kulturlandschaft prägend                                                          | weitere Fotos \| Fotos hochladen |
| 983       | Schlumacherstraße 14 (53° 51′ 56″ N, 10° 41′ 29″ O)              | Bürgerhaus                | Schutzumfang: Auf das Äußere des Gebäudes insbesondere die Fassade zur Schlumacherstraße - Bürgerhaus mit gotischem Treppengiebel aus der Zeit um 1500 - Schutzgrund: geschichtlich, wissenschaftlich, städtebaulich, Kulturlandschaft prägend                                                                                             | weitere Fotos \| Fotos hochladen |
| 984       | Schlumacherstraße 15–23 (53° 51′ 56″ N, 10° 41′ 30″ O)           | Traufenhaus               | Schutzumfang: Auf das Äußere des Gebäudes - Ehem. von Dornes Hof; Vorderhaus von 1458, spätgotisches Traufenhaus; über dem Eingang Kruzifix mit Jahreszahl 1652 - Schutzgrund: geschichtlich, wissenschaftlich, städtebaulich, Kulturlandschaft prägend                                                                                    | Fotos hochladen                  |
| 1371      | Schlumacherstraße 33 (53° 51′ 56″ N, 10° 41′ 30″ O)              | Traufenhaus               | Schutzumfang: Auf das gesamte Gebäude - Renaissance-Traufenhaus, zweigeschossig, vierachsig mit mittigem Zwerchhaus des frühen 19. Jhd.; Von-Dornes-Hof - Schutzgrund: geschichtlich, wissenschaftlich, städtebaulich, Kulturlandschaft prägend                                                                                            | weitere Fotos \| Fotos hochladen |

## Schüsselbuden
| Objekt-ID | Lage                                          | Offizielle Bezeichnung | Beschreibung | Bild |
| --------- | --------------------------------------------- | ---------------------- | --- | ---- |
| 985       | Schüsselbuden 2 (53° 52′ 6″ N, 10° 41′ 2″ O)  | Gotischer Keller       | Schutzumfang: Auf die Kelleranlage, ferner auf das Wandbild im Erd- und Obergeschoss - Gotischer Keller mit Kreuzrippengewölben - Schutzgrund: geschichtlich, wissenschaftlich, städtebaulich, Kulturlandschaft prägend                      | BW   |
| 986       | Schüsselbuden 16 (53° 52′ 3″ N, 10° 41′ 2″ O) | Kapellenartiger Raum   | Schutzumfang: Auf den kapellenartigen Raum, der in den Neubau einbezogen worden ist - Kapellenartiger quadratischer Raum mit Mittelstützen und 4 Kreuzrippengewölben südwestlich anschließend - Schutzgrund: geschichtlich, wissenschaftlich | BW   |

## Schwönekenquerstraße
| Objekt-ID | Lage                                                  | Offizielle Bezeichnung    | Beschreibung | Bild                             |
| --------- | ----------------------------------------------------- | ------------------------- | --- | -------------------------------- |
| 987       | Schwönekenquerstraße 1 (53° 52′ 18″ N, 10° 41′ 8″ O)  | Gewerbe- und Lagergebäude | Schutzumfang: Auf das Äußere des Gebäudes - fünfgeschossiges Gewerbe- und Lagergebäude mit 2 Fensterachsen, Baujahr 1904 - Schutzgrund: geschichtlich, wissenschaftlich, städtebaulich, Kulturlandschaft prägend | weitere Fotos \| Fotos hochladen |
| 988       | Schwönekenquerstraße 3 (53° 52′ 18″ N, 10° 41′ 8″ O)  | Kleinbürgerhaus           | Schutzumfang: Auf das Äußere des Gebäudes mit Konstruktion des Dachstuhles - dreiachsiges traufenständiges Kleinbürgerhaus des 16. Jhd., dreigeschossiges mit mittigem Zwerchhaus - Schutzgrund: geschichtlich, wissenschaftlich, städtebaulich, Kulturlandschaft prägend | Fotos hochladen                  |
| 989       | Schwönekenquerstraße 5 (53° 52′ 17″ N, 10° 41′ 8″ O)  | Kleinbürgertraufenhaus    | Schutzumfang: Auf das gesamte Gebäude - dreigeschossiges traufenständiges Kleinbürgerhaus des 16. Jhd. - Schutzgrund: geschichtlich, wissenschaftlich, städtebaulich, Kulturlandschaft prägend | Fotos hochladen                  |
| 990       | Schwönekenquerstraße 10 (53° 52′ 17″ N, 10° 41′ 7″ O) | Kleinwohnhaus             | Schutzumfang: Auf die Straßenfassade mit Zwerchgiebel, Dachstuhl, bemalte Decke im Obergeschoss - Traufenständiges zweigeschossiges Kleinwohnhaus mit Putzfassade des 18. Jhd. - Schutzgrund: geschichtlich, wissenschaftlich, städtebaulich, Kulturlandschaft prägend | Fotos hochladen                  |
| 1333      | Schwönekenquerstraße 11 (53° 52′ 17″ N, 10° 41′ 8″ O) | Reihenhaus                | Schutzumfang: Auf das gesamte Gebäude ohne Seitenflügel von 1981/82 - drei Achsen eines breit gelagerten zweigeschossigen Reihenhauses (Nr. 7–11) unter einem Dach aus der Zeit um 1600, im mittleren 19. Jhd. umgebaut - Schutzgrund: geschichtlich, wissenschaftlich, städtebaulich, Kulturlandschaft prägend                                                                                 | BW                               |
| 991       | Schwönekenquerstraße 12 (53° 52′ 17″ N, 10° 41′ 7″ O) | Bürgerhaus                | Schutzumfang: Auf das Äußere des Gebäudes insbesondere die Fassade zur Schwönekenquerstraße, einschl. der Haustür, ferner im Inneren auf den alte Treppenlauf - Bürgerhaus aus der 2. Hälfte des 18. Jhd. mit Mansarddach und Dacherker in der Mittelachse - Schutzgrund: geschichtlich, wissenschaftlich, städtebaulich, Kulturlandschaft prägend                                              | Fotos hochladen                  |
| 992       | Schwönekenquerstraße 14 (53° 52′ 17″ N, 10° 41′ 7″ O) | Querhaus                  | Schutzumfang: Auf das gesamte Gebäude - Querhaus mit getrepptem Zwerchgiebel des frühen 17. Jhd. - Schutzgrund: geschichtlich, wissenschaftlich, städtebaulich, Kulturlandschaft prägend | weitere Fotos \| Fotos hochladen |
| 993       | Schwönekenquerstraße 15 (53° 52′ 17″ N, 10° 41′ 7″ O) | Kleinhaus                 | Schutzumfang: Auf das Äußere des Gebäudes sowie erhaltenswerte ältere Teile im Inneren - zweigeschossiges Kleinhaus mit einem breiten, gerade geschlossenen Zwerchausbau und zwei barocken Dacherkern - Schutzgrund: geschichtlich, wissenschaftlich, städtebaulich, Kulturlandschaft prägend                                                                                                   | weitere Fotos \| Fotos hochladen |
| 994       | Schwönekenquerstraße 16 (53° 52′ 17″ N, 10° 41′ 6″ O) | Traufenhaus               | Schutzumfang: Auf das Äußere des Gebäudes bestehend aus Vorderhaus und Seitenflügel, sowie die Konstruktion beider Gebäudeteile und die barocke Deckenmalerei im Obergeschoss des Seitenflügels - zweigeschossiges Traufenhaus mit schlichter verputzter Fassade und geschweiftem barocken Zwerchgiebel - Schutzgrund: geschichtlich, wissenschaftlich, städtebaulich, Kulturlandschaft prägend | weitere Fotos \| Fotos hochladen |
| 995       | Schwönekenquerstraße 17 (53° 52′ 16″ N, 10° 41′ 7″ O) | Traufenhaus               | Schutzumfang: Auf das gesamte Gebäude - Kleines zweigeschossiges Traufenhaus mit Dacherker und schlichter klassizistischer Putzfassade - Schutzgrund: geschichtlich, wissenschaftlich, städtebaulich, Kulturlandschaft prägend | Fotos hochladen                  |
| 996       | Schwönekenquerstraße 18 (53° 52′ 16″ N, 10° 41′ 6″ O) | Bürgerhaus                | Schutzumfang: Auf das Äußere des Gebäudes insbesondere die Fassade zur Schwönekenquerstraße sowie erhaltenswerte ältere Teile im Inneren - Kleines zweigeschossiges Bürgerhaus mit durch flachbogigen Luken gegliedertem Backsteinstufengiebel, erbaut wohl 1. Hälfte des 17. Jhd. - Schutzgrund: geschichtlich, wissenschaftlich, städtebaulich, Kulturlandschaft prägend                      | weitere Fotos \| Fotos hochladen |
| 997       | Schwönekenquerstraße 20 (53° 52′ 16″ N, 10° 41′ 6″ O) | Bürgerhaus                | Schutzumfang: Auf das Äußere des Gebäudes insbesondere die Fassade zur Schwönekenquerstraße sowie erhaltenswerte ältere Teile im Inneren - Schmales Bürgerhaus mit schlicht verputzter dreigeschossiger klassizistischer Fassade des späten 18. Jhd. - Schutzgrund: geschichtlich, wissenschaftlich, städtebaulich, Kulturlandschaft prägend                                                    | weitere Fotos \| Fotos hochladen |
| 1334      | Schwönekenquerstraße 22 (53° 52′ 16″ N, 10° 41′ 6″ O) | Wohnhaus                  | Schutzumfang: Auf das gesamte Gebäude - vierachsiges Wohnhaus mit spätklassizistisch geprägter dreieinhalbgeschossiger Fassade mit flacher gestufter Attika vor abgewalmtem Giebeldach - Schutzgrund: geschichtlich, wissenschaftlich, städtebaulich, Kulturlandschaft prägend | BW                               |
| 1335      | Schwönekenquerstraße 24 (53° 52′ 16″ N, 10° 41′ 6″ O) | Traufenhaus               | Schutzumfang: Auf das gesamte Gebäude - Kleines zweigeschossiges, dreiachsiges Traufenhaus mit mittigem Zwerchhaus auf rechteckigem Grundstück, ohne Seitenflügel - Schutzgrund: geschichtlich, wissenschaftlich, städtebaulich, Kulturlandschaft prägend | BW                               |

## Siebente Querstraße
| Objekt-ID | Lage                                                    | Offizielle Bezeichnung | Beschreibung | Bild                             |
| --------- | ------------------------------------------------------- | ---------------------- | --- | -------------------------------- |
| 998       | Siebente Querstraße 2 (53° 52′ 10″ N, 10° 40′ 53″ O)    | Speichergebäude        | Schutzumfang: Auf das gesamte Gebäude, ausgenommen die späteren Aufstockungen (1898, 1929/30) - Speichergebäude; zweigeschossige Fassade, 1874 für Piehl & Fehling errichtetes Lager- und Fabrikgebäude - Schutzgrund: geschichtlich, wissenschaftlich, städtebaulich, Kulturlandschaft prägend        | BW                               |
| 999       | Siebente Querstraße 3 (53° 52′ 10″ N, 10° 40′ 54″ O)    | Kleines Traufenhaus    | Schutzumfang: Auf das Äußere des Gebäudes insbesondere die Fassade zur Siebenten Querstraße einschl. der Haustür - Kleines Traufenhaus mit vorgekragtem Obergeschossund Dacherker, vermutlich aus dem 17. Jhd. - Schutzgrund: geschichtlich, wissenschaftlich, städtebaulich, Kulturlandschaft prägend | weitere Fotos \| Fotos hochladen |
| 1000      | Siebente Querstraße 5 (53° 52′ 10″ N, 10° 40′ 54″ O)    | Kleines Traufenhaus    | Schutzumfang: Auf das Äußere des Gebäudes - Kleines Traufenhaus mit Dacherker und vorgekragtem Obergeschoss - Schutzgrund: geschichtlich, wissenschaftlich, städtebaulich, Kulturlandschaft prägend | weitere Fotos \| Fotos hochladen |
| 1001      | Siebente Querstraße 7 (53° 52′ 9″ N, 10° 40′ 54″ O)     | Kleines Traufenhaus    | Schutzumfang: Auf das Äußere des Gebäudes - Kleines Traufenhaus mit Dacherker und vorgekragtem Obergeschoss - Schutzgrund: geschichtlich, wissenschaftlich, städtebaulich, Kulturlandschaft prägend | weitere Fotos \| Fotos hochladen |
| 1002      | Siebente Querstraße 8 (53° 52′ 9″ N, 10° 40′ 53″ O)     | Bürgerhaus             | Schutzumfang: Auf das Äußere des Gebäudes insbesondere die Fassade zur Siebenten Querstraße - Bürgerhaus mit Volutengiebel des 18. Jhd. - Schutzgrund: geschichtlich, wissenschaftlich, städtebaulich, Kulturlandschaft prägend                                                                        | weitere Fotos \| Fotos hochladen |
| 1003      | Siebente Querstraße 9 (53° 52′ 20″ N, 10° 41′ 35″ O)    | Kleines Traufenhaus    | Schutzumfang: Auf das gesamte Gebäude - Kleines Traufenhaus, geputzte Fassade vermutlich aus dem 16. Jhd. - Schutzgrund: geschichtlich, wissenschaftlich, städtebaulich, Kulturlandschaft prägend | weitere Fotos \| Fotos hochladen |
| 1004      | Siebente Querstraße 13–15 (53° 52′ 9″ N, 10° 40′ 54″ O) | Ehem. Speicher         | Schutzumfang: Auf das Äußere des Gebäudes insbesondere auf die gotische Fassade an der Siebenten Querstraße - Ehem. Speicher mit abgeschrägtem gotischen Giebel aus der Zeit um 1500 - Schutzgrund: geschichtlich, wissenschaftlich, städtebaulich, Kulturlandschaft prägend                           | weitere Fotos \| Fotos hochladen |

## St.-Annen-Straße
| Objekt-ID     | Lage                                                               | Offizielle Bezeichnung             | Beschreibung | Bild                             |
| ------------- | ------------------------------------------------------------------ | ---------------------------------- | --- | -------------------------------- |
| 1006 Wikidata | St.-Annen-Straße 2 (53° 51′ 49″ N, 10° 41′ 22″ O)                  | Freimaurer-/Logenhaus              | Schutzumfang: Auf das gesamte Gebäude einschl. Anbau von 1921 - Freimaurer-/Logenhaus; Neubau von 1882/83 im neoklassizistischen Stil in städtebaulich markanter Ecklage gegenüber von St.-Aegidien-Kirche und Aegidienhof; an dieser Stelle stand zuvor das Geburtshaus von August Hermann Francke - Eckgebäude – Schildstraße 22, 24, 26, 28, 30 - Schutzgrund: geschichtlich, wissenschaftlich, städtebaulich, Kulturlandschaft prägend                                        | weitere Fotos \| Fotos hochladen |
| 1005          | St.-Annen-Straße 3–5 (53° 51′ 50″ N, 10° 41′ 25″ O)                | Gebäude des ehem. Aegidienkonvents | Schutzumfang: Auf das Äußere, die Brandmauern und die Dachstühle der Gebäude „St. Annen-Straße 3 und 5 und Weberstraße 1“, sowie auf die Keller, genannte Ausstattungsteile im Kennzeichnungstext „St.-Annen-Straße 3 und 5“ - Gebäude des ehem. Aegidienkonventes mit 2 gotischen Treppengiebeln an der St.-Annen-Straße, sowie ein schmales Traufenhaus des 15. Jhd. an der Weberstraße - Schutzgrund: geschichtlich, wissenschaftlich, städtebaulich, Kulturlandschaft prägend | weitere Fotos \| Fotos hochladen |
| 1007 Wikidata | St.-Annen-Straße 4 (53° 51′ 48″ N, 10° 41′ 20″ O)                  | Palaiartiges Gebäude               | Schutzumfang: Auf das gesamte Gebäude bestehend aus Vorderhaus und Seitenflügel - Palaisartiges Gebäude mit Seitenflügel aus der Zeit um 1800 mit Fassade im Zopfstil; Jenisch’sche Freischule - Schutzgrund: geschichtlich, wissenschaftlich, künstlerisch, städtebaulich, Kulturlandschaft prägend | weitere Fotos \| Fotos hochladen |
| 1008          | St.-Annen-Straße 6 (53° 51′ 48″ N, 10° 41′ 20″ O)                  | Traufenhaus                        | Schutzumfang: Auf das Äußere des Gebäudes - Schlichtes dreigeschossiges Traufenhaus mit verputzter Front und profiliertem Rundbogenportal aus der 1. Hälfte des 17. Jhd. - Schutzgrund: geschichtlich, wissenschaftlich, städtebaulich, Kulturlandschaft prägend | Fotos hochladen                  |
| 1009          | St.-Annen-Straße 7 (53° 51′ 48″ N, 10° 41′ 23″ O)                  | Bürgerhaus                         | Schutzumfang: Auf das Äußere des Gebäudes insbesondere die Giebelfassade - Bürgerhaus mit schlichtem Treppengiebel des 18. Jhd. - Schutzgrund: geschichtlich, wissenschaftlich, städtebaulich, Kulturlandschaft prägend | Fotos hochladen                  |
| 1010          | St.-Annen-Straße 9 (53° 51′ 48″ N, 10° 41′ 23″ O)                  | Traufenhaus                        | Schutzumfang: Auf das gesamte Gebäude - Gotisches Traufenhaus, wohl 1329 zusammen mit St.-Annen-Straße 7 erbaut - Schutzgrund: geschichtlich, wissenschaftlich, städtebaulich, Kulturlandschaft prägend | weitere Fotos \| Fotos hochladen |
| 1011 Wikidata | St.-Annen-Straße 11, 13 (53° 51′ 47″ N, 10° 41′ 23″ O)             | Synagoge                           | Schutzumfang: Auf das Äußere des Ensembles inkl. Gartenanlage und straßenseitige Mauer. Für die Synagoge auch das Innere des Gebäudes - Synagoge und ehem. Wohn- und Altenheim, Baujahr 1879/80 bzw. 1904 (1938-1945 „Ritterhof“ genannt) - Schutzgrund: geschichtlich, wissenschaftlich, städtebaulich, Kulturlandschaft prägend | weitere Fotos \| Fotos hochladen |
| 1337          | St.-Annen-Straße 14/Alter Posthof 2 (53° 51′ 48″ N, 10° 41′ 17″ O) | Ganghaus                           | Schutzumfang: Auf die Kubatur, das Außenmauerwerk und konstruktive Teile im Inneren des Gebäudes - zweiachsiges zweigeschossiges Ganghaus am Ende der Ganganlage „Alter Posthof“ unter gemeinsamem steilen Dach mit dem nördlichen Nachbarhaus - Schutzgrund: geschichtlich, wissenschaftlich, städtebaulich, Kulturlandschaft prägend | BW                               |
| 1012 Wikidata | St.-Annen-Straße 15 (53° 51′ 46″ N, 10° 41′ 19″ O)                 | Ehem. St.-Annen-Kloster            | Schutzumfang: Auf die historische Substanz des Außenbaus sowie die erhaltenen Räumlichkeiten des Klosters - Ehem. St.-Annen-Kloster der Augustinerinnen; 1502–1518 Klostergebäude - Schutzgrund: geschichtlich, wissenschaftlich, städtebaulich, Kulturlandschaft prägend | weitere Fotos \| Fotos hochladen |
| 1013          | St.-Annen-Straße 17 (53° 51′ 46″ N, 10° 41′ 18″ O)                 | Bürgerhaus                         | Schutzumfang: Auf das Äußere des Gebäudes - Klassizistisches Bürgerhaus von 1810; Eckhaus zur Düvekenstraße; Haustür mit Oberlicht aus der Entstehungszeit - Schutzgrund: geschichtlich, wissenschaftlich, städtebaulich, Kulturlandschaft prägend | Fotos hochladen                  |
| 1741          | St.-Annen-Straße 22 (53° 51′ 46″ N, 10° 41′ 17″ O)                 | Wohnhaus                           | Schutzumfang: Auf das gesamte Gebäude - zweigeschossiges fünfachsiges Wohnhaus mit breit gelagerter klassizistischer Fassade aus dem 1. Jahrzehnt des 19. Jhd. - Schutzgrund: geschichtlich, Kulturlandschaft prägend | BW                               |

## Stavenstraße
| Objekt-ID | Lage                                           | Offizielle Bezeichnung     | Beschreibung | Bild |
| --------- | ---------------------------------------------- | -------------------------- | --- | ---- |
| 1014      | Stavenstraße 6 (53° 51′ 48″ N, 10° 41′ 28″ O)  | Traufenhaus                | Schutzumfang: Auf das gesamte Gebäude - Im 18. Jhd. zusammen erneuerten je dreiachsigen und zweigeschossigen Traufenhäusern unter einem Dach mit gemeinsamem Zwerchhaus - Schutzgrund: geschichtlich, wissenschaftlich, städtebaulich, Kulturlandschaft prägend                                               | BW   |
| 1015      | Stavenstraße 8 (53° 51′ 48″ N, 10° 41′ 28″ O)  | Traufenhaus                | Schutzumfang: Auf das gesamte Gebäude - Im 18. Jhd. zusammen erneuerten je dreiachsigen und zweigeschossigen Traufenhäusern unter einem Dach mit gemeinsamem Zwerchhaus - Schutzgrund: geschichtlich, wissenschaftlich, städtebaulich, Kulturlandschaft prägend                                               | BW   |
| 1016      | Stavenstraße 20 (53° 51′ 47″ N, 10° 41′ 29″ O) | Eingeschossiges Giebelhaus | Schutzumfang: Auf das Äußere des Gebäudes, das konstruktive Gerüst, die hölzerne Dachrinne, sowie Treppenanlage und Türblätter von 1871 - Kleines eingeschossiges Giebelhaus mit Satteldach der Renaissance (um 1600) - Schutzgrund: geschichtlich, wissenschaftlich, städtebaulich, Kulturlandschaft prägend | BW   |

## Tünkenhagen
| Objekt-ID | Lage                                         | Offizielle Bezeichnung    | Beschreibung | Bild                             |
| --------- | -------------------------------------------- | ------------------------- | --- | -------------------------------- |
| 1017      | Tünkenhagen 2 (53° 52′ 8″ N, 10° 41′ 34″ O)  | Eckhaus                   | Schutzumfang: Auf das Äußere des Gebäudes - Schmales Eckhaus des 18. Jhd. mit der Giebelseite zur Glockengießerstraße - Schutzgrund: geschichtlich, wissenschaftlich, städtebaulich, Kulturlandschaft prägend | BW                               |
| 1372      | Tünkenhagen 4 (53° 52′ 8″ N, 10° 41′ 34″ O)  | Doppelhaus                | Schutzumfang: Auf das Äußere des Gebäudes und das konstruktive Gerüst (Balkenlagen, Dachkonstruktion und Brandwände) - Traufständiges Doppelhaus des 15. Jhd. in prägender Überformung aus der Zeit um 1800 unter einem Dach mit dem Nachbargebäude Tünkenhagen 6 - Schutzgrund: geschichtlich, wissenschaftlich, städtebaulich, Kulturlandschaft prägend | BW                               |
| 1373      | Tünkenhagen 6 (53° 52′ 8″ N, 10° 41′ 34″ O)  | Doppelhaus                | Schutzumfang: Auf das Äußere des Gebäudes und das konstruktive Gerüst (Balkenlagen, Dachkonstruktion und Brandwände) - Traufständiges Doppelhaus des 15. Jhd. in prägender Überformung aus der Zeit um 1800 unter einem Dach mit dem Nachbargebäude Tünkenhagen 4 - Schutzgrund: geschichtlich, wissenschaftlich, städtebaulich, Kulturlandschaft prägend | BW                               |
| 1018      | Tünkenhagen 8 (53° 52′ 7″ N, 10° 41′ 34″ O)  | Kleinhaus                 | Schutzumfang: Auf das Äußere des Gebäudes und erhaltenswerte ältere Teile im Inneren - zweigeschossiges Kleinhaus mit dreieckübergiebeltem Dacherker - Schutzgrund: geschichtlich, wissenschaftlich, städtebaulich, Kulturlandschaft prägend | weitere Fotos \| Fotos hochladen |
| 1019      | Tünkenhagen 9 (53° 52′ 6″ N, 10° 41′ 34″ O)  | Kleinhaus                 | Schutzumfang: Auf das gesamte Gebäude - Kleines zweigeschossiges Traufenhaus mit schlichter klassizistischer Putzfassade und durch waagerechtes Akttikagesims abgeschlossenem Zwerchgiebel aus der Zeit um 1800 - Schutzgrund: geschichtlich, wissenschaftlich, städtebaulich, Kulturlandschaft prägend                                                   | weitere Fotos \| Fotos hochladen |
| 1374      | Tünkenhagen 10 (53° 52′ 7″ N, 10° 41′ 34″ O) | Kleinhaus                 | Schutzumfang: Auf das gesamte Gebäude - Teil einer Kleinhausreihe Nr. 10-16 unter einem Dach mit mittelalterlichem Kern; Ersterwähnung 1429 - Schutzgrund: geschichtlich, wissenschaftlich, städtebaulich, Kulturlandschaft prägend | BW                               |
| 1020      | Tünkenhagen 11 (53° 52′ 6″ N, 10° 41′ 34″ O) | Renaissance-Giebelhaus    | Schutzumfang: Auf das Äußere des Gebäudes sowie erhaltenswerte ältere Teile im Inneren - Renaissance-Giebelhaus aus der Zeit um 1600 - Schutzgrund: geschichtlich, wissenschaftlich, städtebaulich, Kulturlandschaft prägend | weitere Fotos \| Fotos hochladen |
| 1719      | Tünkenhagen 12 (53° 52′ 7″ N, 10° 41′ 34″ O) | Wohnhaus                  | Schutzumfang: Auf das gesamte Gebäude - Wohnhaus; um 1820 errichtet; Teil einer Kleinhausgruppe unter einem Dach zusammen mit Tünkenhagen 10, 14 und 16 - Schutzgrund: geschichtlich, städtebaulich, Kulturlandschaft prägend | BW                               |
| 1720      | Tünkenhagen 14 (53° 52′ 7″ N, 10° 41′ 34″ O) | Aktualisierung vorgesehen | Aktualisierung vorgesehen | BW                               |
| 1021      | Tünkenhagen 15 (53° 52′ 6″ N, 10° 41′ 34″ O) | Kleines Traufenhaus       | Schutzumfang: Auf das Äußere des Gebäudes Kleines - zweigeschossiges Traufenhaus mit vorgekragtem Fachwerkobergeschoss und kleinem dreieckbekrönten Zwerchgiebel, vermutlich aus dem 18. Jhd. - Schutzgrund: geschichtlich, wissenschaftlich, städtebaulich, Kulturlandschaft prägend                                                                     | weitere Fotos \| Fotos hochladen |
| 1022      | Tünkenhagen 17 (53° 52′ 5″ N, 10° 41′ 34″ O) | Eckhaus                   | Schutzumfang: Auf das Äußere des Gebäudes - Eckhaus der Hundestraße mit Renaissance-Treppengiebel des 16. Jhd. - Schutzgrund: geschichtlich, wissenschaftlich, Kulturlandschaft prägend | weitere Fotos \| Fotos hochladen |
| 1023      | Tünkenhagen 18 (53° 52′ 7″ N, 10° 41′ 34″ O) | Bürgerhaus                | Schutzumfang: Auf das gesamte Gebäude - Bürgerhaus mit abgetrepptem Zwerchgiebel aus dem frühen 17. Jhd.; Traufenhaus in einer im Kern auf das 15. Jhd. zurückgehenden Kleinhausreihe unter gemeinsamem Dach - Schutzgrund: geschichtlich, wissenschaftlich, städtebaulich, Kulturlandschaft prägend                                                      | BW                               |
| 1721      | Tünkenhagen 24 (53° 52′ 6″ N, 10° 41′ 34″ O) | Aktualisierung vorgesehen | Aktualisierung vorgesehen | BW                               |
| 1024      | Tünkenhagen 28 (53° 52′ 6″ N, 10° 41′ 33″ O) | Kleines Bürgerhaus        | Schutzumfang: Auf das gesamte Gebäude - Kleines Bürgerhaus mit Renaissance-Treppengiebel aus der Zeit um 1600 - Schutzgrund: geschichtlich, wissenschaftlich, städtebaulich, Kulturlandschaft prägend | BW                               |
| 1025      | Tünkenhagen 32 (53° 52′ 5″ N, 10° 41′ 33″ O) | Bürgerhaus                | Schutzumfang: Auf das gesamte Gebäude - zweigeschossiges Bürgerhaus mit verputzter Traufseite - Schutzgrund: geschichtlich, wissenschaftlich, städtebaulich, Kulturlandschaft prägend | BW                               |

## Wahmstraße
| Objekt-ID | Lage                                                            | Offizielle Bezeichnung | Beschreibung | Bild                             |
| --------- | --------------------------------------------------------------- | ---------------------- | --- | -------------------------------- |
| 1026      | Wahmstraße 28 (53° 51′ 55″ N, 10° 41′ 15″ O)                    | Bürgerhaus             | Schutzumfang: Auf das Äußere des Gebäudes - Bürgerhaus des 18. Jhd.; beschnitzte klassizistische Haustür aus der Zeit um 1800, übertragen vom Haus Engelsgrube 27 - Schutzgrund: geschichtlich, wissenschaftlich, städtebaulich, Kulturlandschaft prägend | weitere Fotos \| Fotos hochladen |
| 1027      | Wahmstraße 29 (53° 51′ 56″ N, 10° 41′ 15″ O)                    | Bürgerhaus             | Schutzumfang: Auf das gesamte Gebäude, bestehend aus Vorderhaus und Seitenflügel - Bürgerhaus mit gotischem Treppengiebel aus der Zeit um 1500 - Schutzgrund: geschichtlich, wissenschaftlich, städtebaulich, Kulturlandschaft prägend | weitere Fotos \| Fotos hochladen |
| 1028      | Wahmstraße 31 (53° 51′ 55″ N, 10° 41′ 15″ O)                    | Bürgerhaus             | Schutzumfang: Auf das gesamte Gebäude - Bürgerhaus mit Staffelgiebel aus der Zeit um 1600 - Schutzgrund: geschichtlich, wissenschaftlich, städtebaulich, Kulturlandschaft prägend | weitere Fotos \| Fotos hochladen |
| 1029      | Wahmstraße 33 (53° 51′ 55″ N, 10° 41′ 16″ O)                    | Bürgerhaus             | Schutzumfang: Auf das gesamte Gebäude bestehend aus Vorderhaus und Seitenflügel - Bürgerhaus mit reich gegliedertem Renaissance-Treppengiebel des 16. Jhd. - Schutzgrund: geschichtlich, wissenschaftlich, künstlerisch, städtebaulich, Kulturlandschaft prägend | weitere Fotos \| Fotos hochladen |
| 1030      | Wahmstraße 34 (53° 51′ 54″ N, 10° 41′ 16″ O)                    | Bürgerhaus             | Schutzumfang: Fassade an der Wahmstraße - Bürgerhaus des 18. Jhd. mit abgeschweiftem Giebel - Schutzgrund: geschichtlich, wissenschaftlich, städtebaulich, Kulturlandschaft prägend | weitere Fotos \| Fotos hochladen |
| 1031      | Wahmstraße 35 (53° 51′ 55″ N, 10° 41′ 16″ O)                    | Bürgerhaus             | Schutzumfang: Gesamtes Gebäude bestehend aus Vorderhaus, Seitenflügel, Seitenflügelverlängerung und Querhaus - Bürgerhaus aus der Zeit um 1560 mit reich gegliedertem Renaissance-Giebel, in späterer Zeit abgeschweift - Schutzgrund: geschichtlich, wissenschaftlich, städtebaulich, Kulturlandschaft prägend                                                                               | weitere Fotos \| Fotos hochladen |
| 1032      | Wahmstraße 36 (53° 51′ 54″ N, 10° 41′ 16″ O)                    | Bürgerhaus             | Schutzumfang: Auf das gesamte Gebäude - Bürgerhaus mit nüchternem Treppengiebel des frühen 17. Jhd. - Schutzgrund: geschichtlich, wissenschaftlich, städtebaulich, Kulturlandschaft prägend | BW                               |
| 1033      | Wahmstraße 37 (53° 51′ 55″ N, 10° 41′ 17″ O)                    | Brauhaus               | Schutzumfang: Gesamtes Gebäude aus Vorderhaus, Seitenflügel, Seitenflügelverlängerung und Querhaus - Ehem. Brauhaus aus der Zeit um 1560 mit reich gegliedertem Renaissance-Giebel - Schutzgrund: geschichtlich, wissenschaftlich, städtebaulich, Kulturlandschaft prägend | weitere Fotos \| Fotos hochladen |
| 1339      | Wahmstraße 43–45 (53° 51′ 55″ N, 10° 41′ 18″ O)                 | Lagerhauskomplex       | Schutzumfang: Auf den gesamten Gebäudekomplex, bestehend aus Lagerhaus mit Seitenflügel (A und D), Quergebäude (C) und den Innenhof westlich begrenzender Remise (B) - 1897 auf zwei mittelalterlichen Parzellen errichteter Lagerhauskomplex bestehend aus fünfgeschossigem, vierachsigen Vorderhaus - Schutzgrund: geschichtlich, wissenschaftlich, städtebaulich, Kulturlandschaft prägend | BW                               |
| 1034      | Wahmstraße 44 (53° 51′ 54″ N, 10° 41′ 18″ O)                    | Giebelhaus             | Schutzumfang: Auf das gesamte Gebäude - Kleines, zweigeschossiges Giebelhaus des späten 16. Jhd. mit frühklassizistischem Schweifgiebel (Ende 18. Jhd.) - Schutzgrund: geschichtlich, wissenschaftlich, städtebaulich, Kulturlandschaft prägend | BW                               |
| 1035      | Wahmstraße 46/Durchgang 8 (53° 51′ 53″ N, 10° 41′ 19″ O)        | Kleines Traufenhaus    | Schutzumfang: Auf das Äußere des Gebäudes - Kleines zweigeschossiges Traufenhaus mit vorgekragtem Fachwerkobergeschoss und dreieckig geschlossenem Zwerchgiebel in der Mittelachse, erbaut in der 2. Hälfte des 16. Jhd. - Schutzgrund: geschichtlich, wissenschaftlich, technisch, Kulturlandschaft prägend                                                                                  | BW                               |
| 1036      | Wahmstraße 46/Durchgang 9 (53° 51′ 53″ N, 10° 41′ 19″ O)        | Kleines Traufenhaus    | Schutzumfang: Auf das Äußere des Gebäudes - Kleines zweigeschossiges Traufenhaus mit vorgekragtem Fachwerkobergeschoss und dreieckig geschlossenem Zwerchgiebel in der Mittelachse, erbaut in der 2. Hälfte des 16. Jhd. - Schutzgrund: geschichtlich, wissenschaftlich, städtebaulich, Kulturlandschaft prägend                                                                              | BW                               |
| 1037      | Wahmstraße 46/Durchgang 10 (53° 51′ 53″ N, 10° 41′ 19″ O)       | Kleines Traufenhaus    | Schutzumfang: Auf das Äußere des Gebäudes - Kleines zweigeschossiges Traufenhaus mit vorgekragtem Fachwerkobergeschoss und dreieckig geschlossenem Zwerchgiebel in der Mittelachse, erbaut in der 2. Hälfte des 16. Jhd. - Schutzgrund: geschichtlich, wissenschaftlich, städtebaulich, Kulturlandschaft prägend                                                                              | BW                               |
| 1038      | Wahmstraße 46/Durchgang 11 (53° 51′ 53″ N, 10° 41′ 19″ O)       | Kleines Traufenhaus    | Schutzumfang: Auf das Äußere des Gebäudes - Kleines zweigeschossiges Traufenhaus mit vorgekragtem Fachwerkobergeschoss und dreieckig geschlossenem Zwerchgiebel in der Mittelachse, erbaut in der 2. Hälfte des 16. Jhd. - Schutzgrund: geschichtlich, wissenschaftlich, städtebaulich, Kulturlandschaft prägend                                                                              | BW                               |
| 1039      | Wahmstraße 46/Durchgang 17 (53° 51′ 52″ N, 10° 41′ 18″ O)       | Kleines Traufenhaus    | Schutzumfang: Auf das gesamte Gebäude - Kleines zweigeschossiges Traufenhaus mit vorgekragtem Fachwerkobergeschoss, erbaut im 17. Jhd. - Schutzgrund: geschichtlich, wissenschaftlich, städtebaulich, Kulturlandschaft prägend | BW                               |
| 1040      | Wahmstraße 46/Durchgang 23 (53° 51′ 53″ N, 10° 41′ 18″ O)       | Ganghaus               | Schutzumfang: Auf das gesamte Gebäude - Ganghaus im „Durchgang“ zwischen Aegidienstraße und Wahmstraße mit einfachem Dreiecksgiebel, vermutlich aus dem 18. Jhd. - Schutzgrund: geschichtlich, wissenschaftlich, städtebaulich, Kulturlandschaft prägend | BW                               |
| 1041      | Wahmstraße 46/Durchgang 24 (53° 51′ 53″ N, 10° 41′ 18″ O)       | Ganghaus               | Schutzumfang: Auf das Äußere des Gebäudes - Ganghaus im Durchgang zwischen Wahmstraße und Aegidienstraße mit vorgekragtem Fachwerkobergeschoss vermutlich aus dem 17. Jhd. - Schutzgrund: geschichtlich, wissenschaftlich, städtebaulich, Kulturlandschaft prägend | BW                               |
| 1042      | Wahmstraße 47 (53° 51′ 55″ N, 10° 41′ 19″ O)                    | Vorderhaus             | Schutzumfang: Auf das Äußere des Gebäudes - Linkes Vorderhaus zu Bruskows Gang mit geschweiftem Giebel; nach 1970 errichtet - Schutzgrund: geschichtlich, wissenschaftlich, städtebaulich, Kulturlandschaft prägend | weitere Fotos \| Fotos hochladen |
| 1375      | Wahmstraße 48 (53° 51′ 54″ N, 10° 41′ 19″ O)                    | Wohnhaus               | Schutzumfang: Auf das gesamte Gebäude bestehend aus Vorderhaus mit Durchgang und zwei heute mit dem Vorderhaus verbundenen ehem. Ganghäusern - Wohnhaus mit zwei anschließenden ehem. Buden der Ganganlage „Durchgang“ - Schutzgrund: geschichtlich, wissenschaftlich, städtebaulich, Kulturlandschaft prägend                                                                                | BW                               |
| 1043      | Wahmstraße 49/Bruskows Gang (53° 51′ 55″ N, 10° 41′ 19″ O)      | Ganganlage             | Schutzumfang: Auf die gesamte Ganganlage, besonders das Tor aus der Entstehungszeit - Ganganlage und Renaissance-Törlein zum Bruskows Gang - Schutzgrund: geschichtlich, wissenschaftlich, städtebaulich, Kulturlandschaft prägend | weitere Fotos \| Fotos hochladen |
| 1044      | Wahmstraße 51 (53° 51′ 54″ N, 10° 41′ 19″ O)                    | Vorderhaus             | Schutzumfang: Auf das Äußere des Gebäudes - Rechtes Vorderhaus zu Bruskows Gang mit geschweiftem Giebel; nach 1790 errichtet - Schutzgrund: geschichtlich, wissenschaftlich, technisch, Kulturlandschaft prägend | weitere Fotos \| Fotos hochladen |
| 1045      | Wahmstraße 53 (53° 51′ 54″ N, 10° 41′ 19″ O)                    | Haus                   | Schutzumfang: Auf das gesamte Gebäude inkl. Dachkonstruktion und Flügel - zweigeschossiges Haus unter dreigeschossig ausgebildetem Kehlbalkendach mit drei achsiger Straßenfassade mit abschließender Attika in klassizistischer Manier; verputzt - Schutzgrund: geschichtlich, wissenschaftlich, städtebaulich, Kulturlandschaft prägend                                                     | weitere Fotos \| Fotos hochladen |
| 1046      | Wahmstraße 54 (53° 51′ 54″ N, 10° 41′ 19″ O)                    | Speichergebäude        | Schutzumfang: Auf das Äußere des Gebäudes insbesondere die Fassade zur Wahmstraße - Speichergebäude mit Renaissance-Treppengiebel, errichtet 1593 - Schutzgrund: geschichtlich, wissenschaftlich, städtebaulich, Kulturlandschaft prägend | Fotos hochladen                  |
| 1047      | Wahmstraße 55 (53° 51′ 54″ N, 10° 41′ 20″ O)                    | Bürgerhaus             | Schutzumfang: Auf das gesamte Gebäude - Bürgerhaus mit zweigeschossiger Putzfassade und spätbarockem, steil geschweiften Giebel, der durch ein flaches Dreieck abgeschlossen wird - Schutzgrund: geschichtlich, wissenschaftlich, städtebaulich, Kulturlandschaft prägend | weitere Fotos \| Fotos hochladen |
| 1048      | Wahmstraße 56 (53° 51′ 53″ N, 10° 41′ 20″ O)                    | Speichergebäude        | Schutzumfang: Auf das Äußere des Gebäudes insbesondere die Fassade zur Wahmstraße und die Balkendecke des EG - Speichergebäude mit Renaissance-Treppengiebel, errichtet 1603 - Schutzgrund: geschichtlich, wissenschaftlich, städtebaulich, Kulturlandschaft prägend | Fotos hochladen                  |
| 1049      | Wahmstraße 58 (53° 51′ 53″ N, 10° 41′ 20″ O)                    | Bürgerhaus             | Schutzumfang: Auf das gesamte Gebäude - Bürgerhaus mit schlichter dreigeschossiger Fassade und dreieckigem Giebel, der durch einen flachen dreieckigen Giebelkopf abgeschlossen wird - Schutzgrund: geschichtlich, wissenschaftlich, städtebaulich, Kulturlandschaft prägend | weitere Fotos \| Fotos hochladen |
| 1050      | Wahmstraße 60 (53° 51′ 53″ N, 10° 41′ 21″ O)                    | Bürgerhaus             | Schutzumfang: Auf das Äußere des Gebäudes sowie im Inneren Diele und Treppe - Bürgerhaus mit gotischem Treppengiebel des frühen 16. Jhd. - Schutzgrund: geschichtlich, wissenschaftlich, städtebaulich, Kulturlandschaft prägend | weitere Fotos \| Fotos hochladen |
| 1051      | Wahmstraße 61 (53° 51′ 54″ N, 10° 41′ 21″ O)                    | Gebäude                | Schutzumfang: Auf das Äußere des Gebäudes bestehend aus Vorderhaus, Seitenflügel, Quergebäude, Brandmauern, Geschossdecken und Dachstuhl - Gebäude, bestehend aus Vorderhaus, Seitenflügel und Quergebäude - Schutzgrund: geschichtlich, wissenschaftlich, städtebaulich, Kulturlandschaft prägend                                                                                            | BW                               |
| 1052      | Wahmstraße 62 (53° 51′ 53″ N, 10° 41′ 21″ O)                    | Bürgerhaus             | Schutzumfang: Auf das Äußere des Gebäudes insbesondere die Fassade zur Wahmstraße - Bürgerhaus mit Renaissance-Treppengiebel des 17. Jhd. - Schutzgrund: geschichtlich, wissenschaftlich, städtebaulich, Kulturlandschaft prägend | weitere Fotos \| Fotos hochladen |
| 1053      | Wahmstraße 69 (53° 51′ 54″ N, 10° 41′ 22″ O)                    | Bürgerhaus             | Schutzumfang: Auf das Äußere des Gebäudes insbesondere die Fassade zur Wahmstraße - Bürgerhaus mit breitem geschweiften barocken Giebel des späten 18. Jhd. - Schutzgrund: geschichtlich, wissenschaftlich, städtebaulich, Kulturlandschaft prägend | weitere Fotos \| Fotos hochladen |
| 1054      | Wahmstraße 70 (53° 51′ 53″ N, 10° 41′ 23″ O)                    | Traufenhaus            | Schutzumfang: Auf das Äußere des Gebäudes sowie im Inneren Treppenanlage und Dielenfenster - Traufenhaus mit dreigeschossiger Putzfassade und von Attikagesims bekrönten mittleren Zwerchgiebel aus dem frühen 19. Jhd. - Schutzgrund: geschichtlich, wissenschaftlich, städtebaulich, Kulturlandschaft prägend                                                                               | weitere Fotos \| Fotos hochladen |
| 1055      | Wahmstraße 71 (53° 51′ 54″ N, 10° 41′ 23″ O)                    | Bürgerhaus             | Schutzumfang: Auf das Äußere des Gebäudes sowie erhaltenswerte ältere Teile im Inneren wie die Treppenanlage - Bürgerhaus mit dreigeschossiger verputzter Front und geschweiftem dreieckbekrönten Giebel des 18. Jhd. - Schutzgrund: geschichtlich, wissenschaftlich, städtebaulich, Kulturlandschaft prägend                                                                                 | weitere Fotos \| Fotos hochladen |
| 1056      | Wahmstraße 73–77/von Höveln Gang (53° 51′ 54″ N, 10° 41′ 24″ O) | Gang                   | Schutzumfang: Auf die gesamte Anlage einschl. Wappen - zwei Vorderhäuser mit Verbinderpforte, Von Höveln-Gang; Stiftung gegründet 1481 - Schutzgrund: geschichtlich, wissenschaftlich, städtebaulich, Kulturlandschaft prägend | Fotos hochladen                  |
| 1057      | Wahmstraße 74 (53° 51′ 53″ N, 10° 41′ 24″ O)                    | Traufenhaus            | Schutzumfang: Auf das gesamte Gebäude - zweigeschossiges Traufenhaus mit schlichter klassizistischer Putzfassade und zwei achsigem Zwerchgiebel aus der Zeit um 1800 - Schutzgrund: geschichtlich, wissenschaftlich, städtebaulich, Kulturlandschaft prägend | weitere Fotos \| Fotos hochladen |
| 1058      | Wahmstraße 76–86/Brigitten Hof (53° 51′ 52″ N, 10° 41′ 24″ O)   | Backsteinflügelbau     | Schutzumfang: Auf das Äußere des Flügelbaus - Brigittenhof; schlichter, zweigeschossiger, rechtwinklig zum Hof angelegter Backsteinflügelbau, errichtet 1828 - Schutzgrund: geschichtlich, wissenschaftlich, städtebaulich, Kulturlandschaft prägend | weitere Fotos \| Fotos hochladen |

## Wakenitzmauer
Die historische Bebauung besteht größtenteils aus bescheidenen Kleinhäusern des 14. bis 19. Jahrhunderts, wobei zahlreiche Häuser nach 1800 klassizistische Fassaden erhielten.

## Wallanlagen
| Objekt-ID     | Lage                                       | Offizielle Bezeichnung | Beschreibung | Bild                             |
| ------------- | ------------------------------------------ | ---------------------- | --- | -------------------------------- |
| 1087          | Wallanlagen (53° 51′ 36″ N, 10° 41′ 27″ O) | Prahl-Denkmal          | Schutzumfang: Das Denkmal und seine Umgebung - Prahl-Denkmal; Sandsteinobelisk auf Sockel; 1820 - Schutzgrund: geschichtlich, wissenschaftlich, Kulturlandschaft prägend | weitere Fotos \| Fotos hochladen |
| 4004 Wikidata | Wallanlagen ()                             | Wallanlagen            | Die Wallanlagen der Hansestadt Lübeck sind sichtbares Zeichen der Stadtgeschichte. Sie sind Bestandteil des historischen Stadtgrundrisses und Zeugnis der Stadtentwicklung. Wegen ihrer überlieferten gartenkünstlerischen Qualität stellen die Wallanlagen ein herausragendes Gartendenkmal Lübecks dar. - Begründung: künstlerisch, städtebaulich, Kulturlandschaft prägend - Schutzumfang: Grünanlage. Nördlich der Marienbrücke, entlang der gesamten südlichen Wallhalbinsel bis nördlich der Hüxtertorbrücke (siehe Kartierung). - Denkmaltyp: Gründenkmal | weitere Fotos \| Fotos hochladen |

## Wallstraße
| Objekt-ID     | Lage                                                           | Offizielle Bezeichnung            | Beschreibung | Bild                             |
| ------------- | -------------------------------------------------------------- | --------------------------------- | --- | -------------------------------- |
| 1088          | Wallstraße 1–3/Salzspeicher I (53° 51′ 58″ N, 10° 40′ 49″ O)   | Salzspeicher                      | Schutzumfang: Auf das Äußere des Gebäudes - Salzspeicher I errichtet um 1579 - Schutzgrund: geschichtlich, wissenschaftlich, städtebaulich, Kulturlandschaft prägend | weitere Fotos \| Fotos hochladen |
| 1093          | Wallstraße 1–3/Salzspeicher II (53° 51′ 58″ N, 10° 40′ 49″ O)  | Salzspeicher                      | Schutzumfang: Auf das Äußere des Gebäudes - Salzspeicher II errichtet um 1579 - Schutzgrund: geschichtlich, wissenschaftlich, städtebaulich, Kulturlandschaft prägend | BW                               |
| 1092          | Wallstraße 1–3/Salzspeicher III (53° 51′ 57″ N, 10° 40′ 49″ O) | Salzspeicher                      | Schutzumfang: Auf das Äußere des Gebäudes - Salzspeicher III errichtet um 1579 - Schutzgrund: geschichtlich, wissenschaftlich, städtebaulich, Kulturlandschaft prägend | BW                               |
| 1091          | Wallstraße 1–3/Salzspeicher IV (53° 51′ 57″ N, 10° 40′ 49″ O)  | Salzspeicher                      | Schutzumfang: Auf das Äußere des Gebäudes - Salzspeicher IV errichtet um 1579 - Schutzgrund: geschichtlich, wissenschaftlich, städtebaulich, Kulturlandschaft prägend | BW                               |
| 1090          | Wallstraße 1–3/Salzspeicher V (53° 51′ 57″ N, 10° 40′ 49″ O)   | Salzspeicher                      | Schutzumfang: Auf das Äußere des Gebäudes - Salzspeicher Verrichtet um 1579 - Schutzgrund: geschichtlich, wissenschaftlich, städtebaulich, Kulturlandschaft prägend | BW                               |
| 1089          | Wallstraße 1–3/Salzspeicher VI (53° 51′ 56″ N, 10° 40′ 49″ O)  | Salzspeicher                      | Schutzumfang: Auf das Äußere des Gebäudes - Salzspeicher VI errichtet um 1579 - Schutzgrund: geschichtlich, wissenschaftlich, städtebaulich, Kulturlandschaft prägend | BW                               |
| 1094 Wikidata | Wallstraße 2 (53° 51′ 54″ N, 10° 40′ 42″ O)                    | Holstentorhalle                   | Schutzumfang: Auf das gesamte Gebäude - Langgestreckter Backsteinbau 1926 - Schutzgrund: geschichtlich, wissenschaftlich, städtebaulich, Kulturlandschaft prägend | weitere Fotos \| Fotos hochladen |
| 1095          | Wallstraße 2 (53° 51′ 54″ N, 10° 40′ 41″ O)                    | Wandler-Station Holstentor        | Schutzumfang: Auf das gesamte Gebäude mit umgebender - Freifläche Wandler-Station Baujahr 1926 - Schutzgrund: geschichtlich, wissenschaftlich, Kulturlandschaft prägend | BW                               |
| 1377          | Wallstraße 9 (53° 51′ 54″ N, 10° 40′ 45″ O)                    | Gebäude                           | Schutzumfang: Auf das Äußere des Gebäudes mit umgebender - Freifläche Kleines ziegelsichtiges Gebäude auf älteren Grundmauern, archivalisch als Kontorgebäude in den 1930er Jahren nachweisbar - Schutzgrund: geschichtlich, wissenschaftlich, städtebaulich, Kulturlandschaft prägend | BW                               |
| 1604          | Wallstraße 17–19 (53° 51′ 50″ N, 10° 40′ 45″ O)                | Doppelhaus                        | Schutzumfang: Auf das gesamte Gebäude ohne Hofbebauung - Doppelhaus von 1895, zweigeschossig auf Hochkeller; Mezzaningeschoss unter flachgeneigtem Pappdach - Schutzgrund: geschichtlich, wissenschaftlich, städtebaulich, Kulturlandschaft prägend | BW                               |
| 1096 Wikidata | Wallstraße 40 (53° 51′ 29″ N, 10° 41′ 17″ O)                   | Kaisertor (ehem. Seefahrtsschule) | Schutzumfang: Auf den gesamten Gebäudekomplex mit Resten des ehem. Kaisertores, des einstigen Torzwingers, Torhalle mit Nebenräumen und Kasematte sowie Haupt- und Nebengebäuden der Seefahrtsschule inkl. der historischen Einrichtung des Physiksaales - Reste der Anlage des ehem. Kaisertores aus dem späten 13. Jhd., die als Untergeschoss dem Neubau der Seefahrtsschule 1899 einbezogen wurden - Schutzgrund: geschichtlich, wissenschaftlich, städtebaulich, Kulturlandschaft prägend | weitere Fotos \| Fotos hochladen |

## Weberstraße
| Objekt-ID | Lage                                          | Offizielle Bezeichnung             | Beschreibung | Bild                                    |
| --------- | --------------------------------------------- | ---------------------------------- | --- | --------------------------------------- |
| 3199      | Weberstraße 1 ()                              | Gebäude des ehem. Aegidienkonvents | Gebäude des ehemaligen Aegidienkonventes mit einem schmalen Traufenhaus des 15. Jh.s an der Weberstraße, sowie mit zwei gotischen Treppengiebeln an der St.-Annen-Straße. - Begründung: geschichtlich, wissenschaftlich, städtebaulich, Kulturlandschaft prägend - Schutzumfang: Auf das Äußere, die Brandmauern und die Dachstühle der Gebäude "Weberstraße 1 und St.-Annen-Straße 3-5". | Direkt Bild zu diesem Denkmal hochladen |
| 1097      | Weberstraße 6 (53° 51′ 48″ N, 10° 41′ 24″ O)  | Kleines Traufenhaus                | Schutzumfang: Auf das Äußere des Gebäudes - Kleines Traufenhaus, zweigeschossig - Schutzgrund: geschichtlich, wissenschaftlich, städtebaulich, Kulturlandschaft prägend | Fotos hochladen                         |
| 1098      | Weberstraße 7 (53° 51′ 47″ N, 10° 41′ 26″ O)  | Kleines Backsteingiebelhaus        | Schutzumfang: Auf das Äußere des Gebäudes insbesondere die Fassade zur Weberstraße - Kleines Backsteingiebelhaus; der Renaissance-Treppengiebel gegliedert durch rundbogige Hochblenden - Schutzgrund: geschichtlich, wissenschaftlich, städtebaulich, Kulturlandschaft prägend | weitere Fotos \| Fotos hochladen        |
| 1099      | Weberstraße 8 (53° 51′ 48″ N, 10° 41′ 24″ O)  | Traufenhaus                        | Schutzumfang: Auf das Äußere des Gebäudes und erhaltenswerte ältere Teile im Inneren - Kleines zweigeschossiges Traufenhaus mit dreieckbekröntem Zwerchgiebel in der Mittelachse und beschnitzter klassizistischer Haustür, Fassadenausbildung vermutlich Anfang des 19. Jhd. - Schutzgrund: geschichtlich, wissenschaftlich, städtebaulich, Kulturlandschaft prägend                     | weitere Fotos \| Fotos hochladen        |
| 1100      | Weberstraße 9 (53° 51′ 47″ N, 10° 41′ 26″ O)  | Traufenhaus                        | Schutzumfang: Auf das Äußere des Gebäudes insbesondere die Fassade zur Weberstraße - zweigeschossiges Traufenhaus mit vorgekrontem Fachwerkobergeschoss; Erdgeschoss verputzt; 17. Jhd. - Schutzgrund: geschichtlich, wissenschaftlich, städtebaulich, Kulturlandschaft prägend | Fotos hochladen                         |
| 1101      | Weberstraße 11 (53° 51′ 47″ N, 10° 41′ 27″ O) | Erkerhaus                          | Schutzumfang: Auf das Äußere des Gebäudes - zweigeschossiges, traufenständiges Erkerhaus des ausgehenden 19. Jhd. im Stil der Kleinbürger- bzw. Arbeiterhäuser der Gründerzeit - Schutzgrund: geschichtlich, wissenschaftlich, städtebaulich, Kulturlandschaft prägend | weitere Fotos \| Fotos hochladen        |
| 1102      | Weberstraße 12 (53° 51′ 47″ N, 10° 41′ 24″ O) | Kleinhaus                          | Schutzumfang: Auf das gesamte Gebäude - Traufenständiges Kleinhaus - Schutzgrund: geschichtlich, wissenschaftlich, städtebaulich, Kulturlandschaft prägend | Fotos hochladen                         |
| 1103      | Weberstraße 14 (53° 51′ 47″ N, 10° 41′ 24″ O) | Traufenhaus                        | Schutzumfang: Auf das Äußere des Gebäudes - Traufenhaus, dreigeschossig mit spätklassizistischer Putzfassade - Schutzgrund: geschichtlich, wissenschaftlich, städtebaulich, Kulturlandschaft prägend | Fotos hochladen                         |
| 1104      | Weberstraße 16 (53° 51′ 47″ N, 10° 41′ 25″ O) | Haus                               | Schutzumfang: Auf das gesamte Gebäude - Schmales dreigeschossiges Haus mit schlichter klassizistischer Putzfassade aus der Zeit des frühen 19. Jhd. - Schutzgrund: geschichtlich, wissenschaftlich, städtebaulich, Kulturlandschaft prägend | weitere Fotos \| Fotos hochladen        |
| 1105      | Weberstraße 18 (53° 51′ 47″ N, 10° 41′ 25″ O) | Traufenhaus                        | Schutzumfang: Auf das Äußere des Gebäudes - Schlichtes Traufenhaus des späten 18. Jhd. mit dreieckigem Zwerchgiebel - Schutzgrund: geschichtlich, wissenschaftlich, städtebaulich, Kulturlandschaft prägend | Fotos hochladen                         |
| 1106      | Weberstraße 24 (53° 51′ 47″ N, 10° 41′ 26″ O) | Kleinwohnhaus                      | Schutzumfang: Auf das gesamte Gebäude mit Ausstattungsgegenständen des 18. und 19. Jhd. (insbesondere Türen, Terrazzoboden im Hausflur, Giebelwand zu Haus Nr. 22) - Kleinwohnhaus (zweigeschossig, traufenständig) des Spätmittelalters - Schutzgrund: geschichtlich, wissenschaftlich, städtebaulich, Kulturlandschaft prägend                                                          | Fotos hochladen                         |
| 1107      | Weberstraße 30 (53° 51′ 46″ N, 10° 41′ 26″ O) | Haustür                            | Schutzumfang: Auf die Haustür - Einflüglige klassizistische Haustür aus der Zeit um 1800 - Teile von baulichen Anlagen - Schutzgrund: geschichtlich, wissenschaftlich, Kulturlandschaft prägend | weitere Fotos \| Fotos hochladen        |

## Weiter Lohberg
| Objekt-ID | Lage                                                 | Offizielle Bezeichnung | Beschreibung | Bild                             |
| --------- | ---------------------------------------------------- | ---------------------- | --- | -------------------------------- |
| 1108      | Weiter Lohberg 2 (53° 52′ 13″ N, 10° 41′ 34″ O)      | Eckhaus                | Schutzumfang: Auf das gesamte Gebäude einschl. Seitenflügel und Freifläche vor dem Gebäude - Eckhaus mit geschweiftem Giebel zum Langen Lohberg; Mansarddach mit Ausbau zum Weiten Lohberg; 18. Jhd. - Schutzgrund: geschichtlich, wissenschaftlich, städtebaulich, Kulturlandschaft prägend | weitere Fotos \| Fotos hochladen |
| 1109      | Weiter Lohberg 13, 15 (53° 52′ 14″ N, 10° 41′ 36″ O) | Querhaus               | Schutzumfang: Auf das Äußere des Gebäudes - Querhaus des 18. Jhd. mit barockem Zwerchgiebel - Schutzgrund: geschichtlich, wissenschaftlich, städtebaulich, Kulturlandschaft prägend | weitere Fotos \| Fotos hochladen |

## Willy-Brandt-Allee
| Objekt-ID     | Lage                                                                                                | Offizielle Bezeichnung              | Beschreibung | Bild                             |
| ------------- | --------------------------------------------------------------------------------------------------- | ----------------------------------- | --- | -------------------------------- |
| 1110          | Willy-Brandt-Allee (53° 52′ 31″ N, 10° 41′ 6″ O)                                                    | Hafenanlagen um 1900                | Schutzumfang: Auf den Kaimauerring, umlaufend von Beginn des Wallhafens bis zum Ende des Hansehafens; Lagerhaus der Kaufmannschaft von 1898 einschl. des kaiseitigen Halbportal-Wipp-Krans (Kampnagel 1917, 2 t) mit den dazugehörenden Gleisen im Bereich des Lagerhauses - Hafenensemble „Nördliche Wallhalbinsel“ mit Bau- und Ladenstruktur um 1900 - Sachgesamtheit bestehend aus An der Untertrave 1 b, An der Untertrave 47 a, Auf der Wallhalbinsel Eutiner Eisenbahnbrücke, Hafenstraße 1 a Hubbrücken, Willy-Brandt-Allee Bockdrehkran I, Willy-Brandt-Allee Kran Nr. 22, Willy-Brandt-Allee Kran Nr. 52, Willy-Brandt-Allee LKW-Waage, Willy-Brandt-Allee 31 a–d, Willy-Brandt-Allee 35 Hafendrehbrücke, Willy-Brandt-Allee 53 a, Willy-Brandt-Allee 53 b, Willy-Brandt-Allee 53 c, Willy-Brandt-Allee 53 d, Willy-Brandt-Allee 53 f Schuppen F) - Schutzgrund: geschichtlich, wissenschaftlich, städtebaulich, Kulturlandschaft prägend | BW                               |
| 1112          | Willy-Brandt-Allee; Lage wasserseitig vor Willy-Brandt-Allee 53 f (53° 52′ 29″ N, 10° 41′ 13″ O)    | Portaldrehkran Nr. 22               | Schutzumfang: Auf die gesamte Krananlage (Nr. 22) Portal-Drehkran auf Gleisen: Kran Nr. 22 Baujahr 1953, Hersteller: Kampnagel Hamburg, Tragfähigkeit 3 t mit dazugehörigen Gleisen - Portal-Drehkran auf Gleisen: Kran Nr. 22; Baujahr 1967; Hersteller: Kampnagel Hamburg; Tragfähigkeit 3 t - Teil der Sachgesamtheit – Hafenanlagen um 1900 - Schutzgrund: geschichtlich, wissenschaftlich, technisch, städtebaulich, Kulturlandschaft prägend | Fotos hochladen                  |
| 1111          | Willy-Brandt-Allee; Lage wasserseitig vor Willy-Brandt-Allee 53 f (53° 52′ 30″ N, 10° 41′ 15″ O)    | Portaldrehkran Nr. 52               | Schutzumfang: Auf die gesamte Krananlage (Nr. 52) mit dazugehörigen Gleisen - Portal-Drehkran auf Gleisen: Kran Nr. 52; Baujahr 1967; Hersteller: Kampnagel Hamburg; Tragfähigkeit 15 t - Teil der Sachgesamtheit – Hafenanlagen um 1900 - Schutzgrund: geschichtlich, wissenschaftlich, technisch, städtebaulich, Kulturlandschaft prägend | Fotos hochladen                  |
| 1113          | Willy-Brandt-Allee; Lage wasserseitig hinter Willy-Brandt-Allee 53 f (53° 52′ 33″ N, 10° 41′ 20″ O) | Kran I, Behnkai                     | Schutzumfang: Auf die gesamte Krananlage - Ortsfester Drehkran, Baujahr 1893 von der Firma Haniel & Lueg - Teil der Sachgesamtheit – Hafenanlagen um 1900 - Schutzgrund: wissenschaftlich, technisch, städtebaulich, Kulturlandschaft prägend | Fotos hochladen                  |
| 3224          | Willy-Brandt-Allee 31 a–d (53° 52′ 26″ N, 10° 41′ 1″ O)                                             | Media Docks                         | Aktualisierung vorgesehen - Teil der Sachgesamtheit – Hafenanlagen um 1900 | weitere Fotos \| Fotos hochladen |
| 1114 Wikidata | Willy-Brandt-Allee 35 (53° 52′ 22″ N, 10° 40′ 56″ O)                                                | Hafendrehbrücke mit Betriebsgebäude | Schutzumfang: Brückenanlage, das Betriebsgebäude, die gesamte technische Einrichtung mit dem Erschließungskanal - Hafendrehbrücke mit Betriebsgebäude - Teil der Sachgesamtheit – Hafenanlagen um 1900 - Schutzgrund: wissenschaftlich, technisch, städtebaulich, Kulturlandschaft prägend | weitere Fotos \| Fotos hochladen |

## Ehemalige Kulturdenkmale
| Objekt-ID | Lage                                            | Offizielle Bezeichnung                                       | Beschreibung | Bild |
| --------- | ----------------------------------------------- | ------------------------------------------------------------ | ------------ | ---- |
| 3905      | Schildstraße 6–8 (53° 51′ 50″ N, 10° 41′ 18″ O) | Gewerbeschule - Nahrung und Gastronomie Lübeck (Außenstelle) | ehemalig     | BW   |